# Krynica-Zdrój
Krynica-Zdrój (do 2002 r. Krynica, rusiń. Крениця) – miasto w Polsce położone w województwie małopolskim, w powiecie nowosądeckim, siedziba gminy miejsko-wiejskiej Krynica-Zdrój.
Według danych Głównego Urzędu Statystycznego z 1 stycznia 2024 r. miasto liczyło 9597 mieszkańców.

## Położenie i geografia
Miasto położone jest w Beskidzie Sądeckim, w dolinie potoku Kryniczanka i jego dopływów. Krynicę otaczają wzgórza Góry Parkowej, Krzyżowej, Jasiennika. Miasto leży na terenie Popradzkiego Parku Krajobrazowego, stanowi bazę wypadową w okoliczne góry.
Miasto podzielone jest na 7 osiedli: Krynica Centrum, Krynica Dolna, Piłsudskiego, Pułaskiego, Tysiąclecia, Źródlane i Czarny Potok.

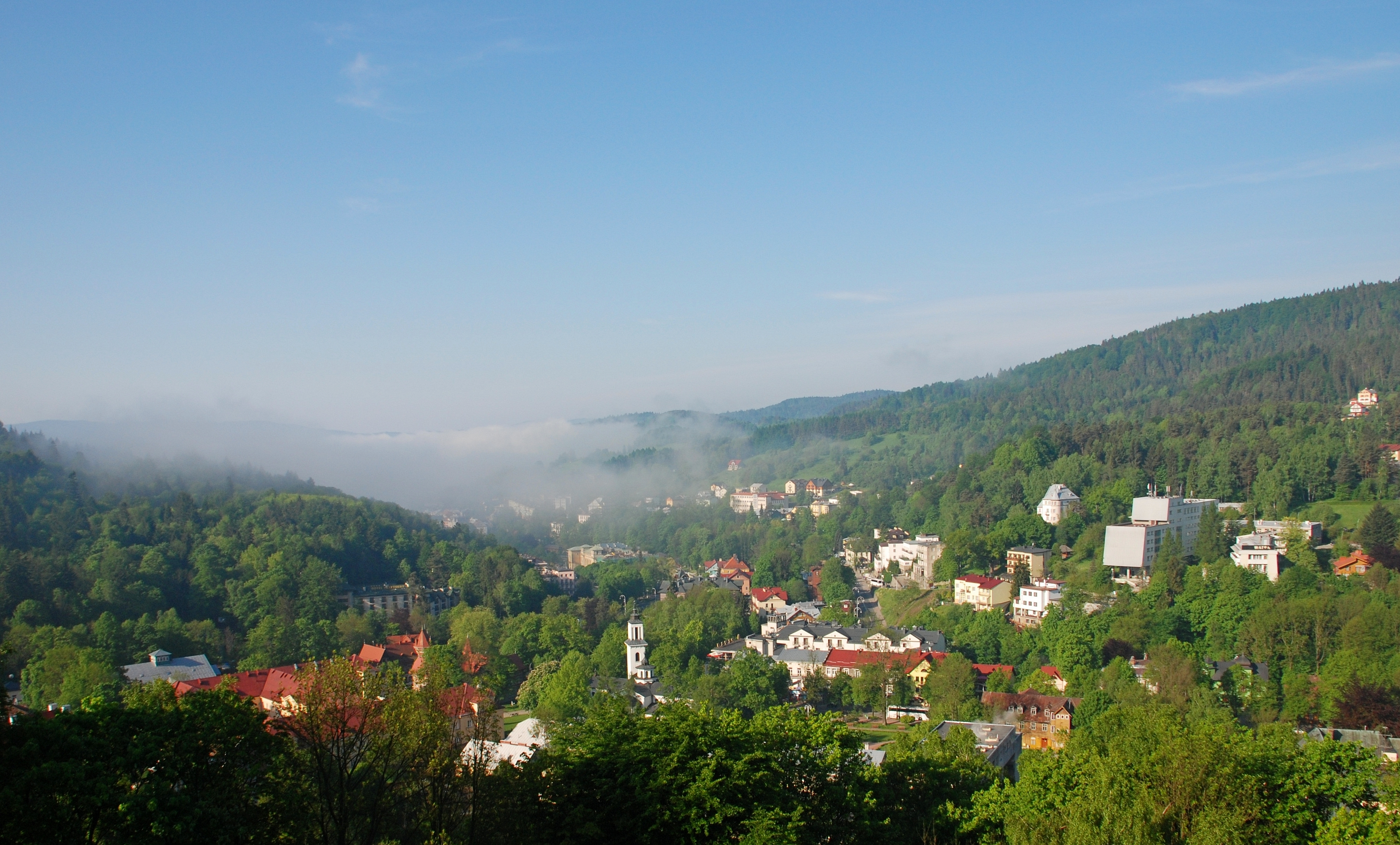
Widok na miasto z Jasiennika (Ośrodek Wypoczynkowy Panorama)
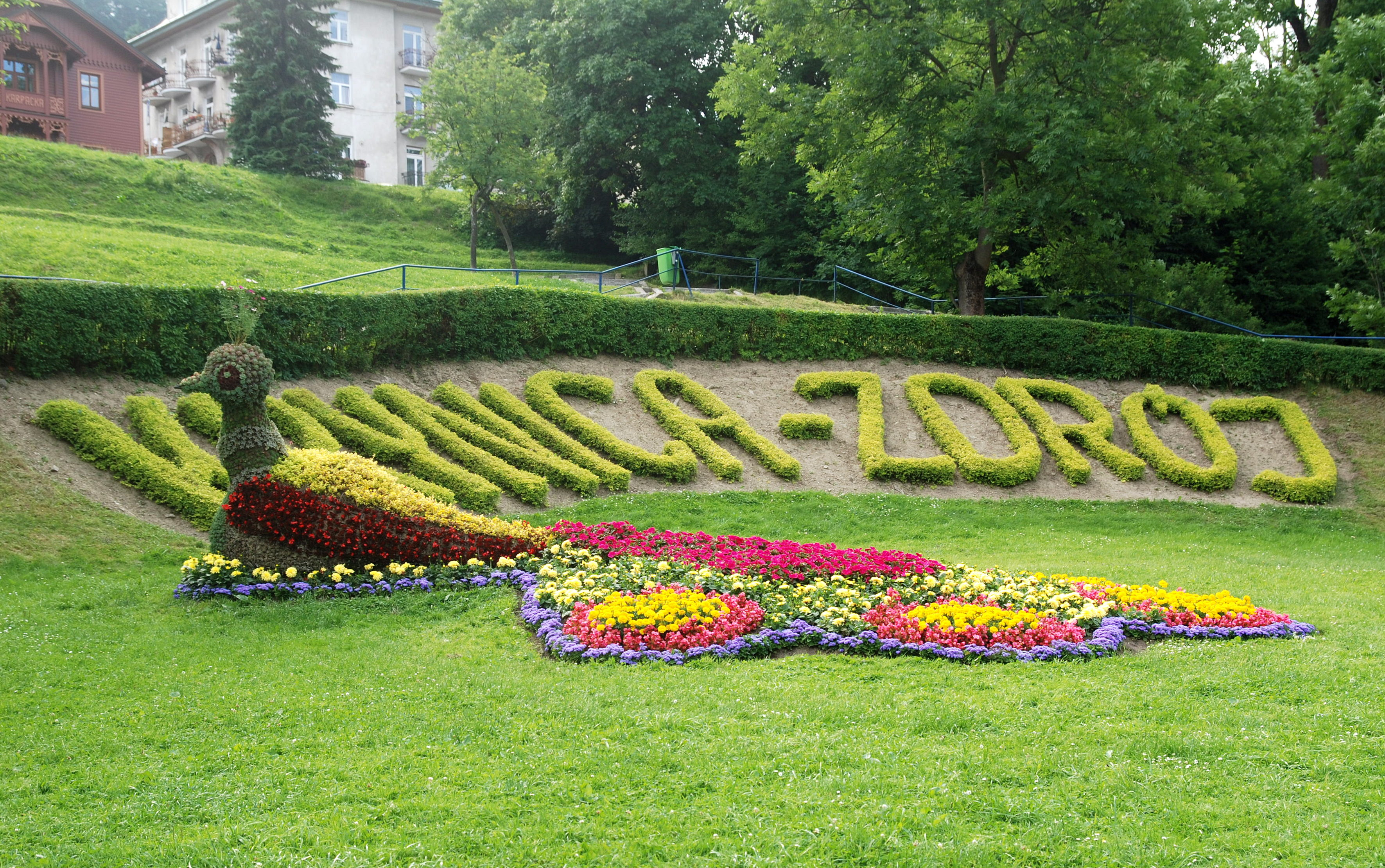
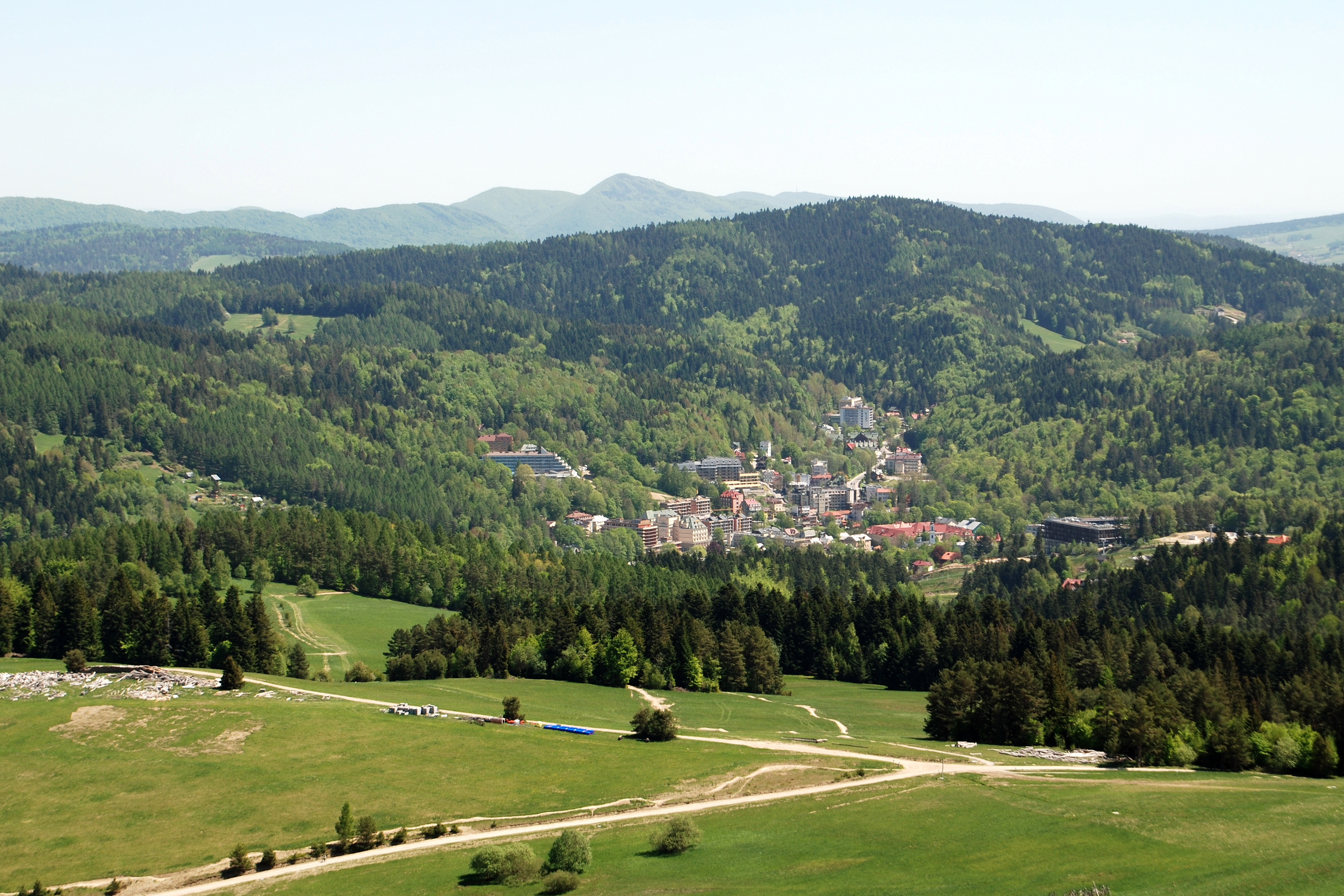
Widok na miasto z wieży widokowej w Krynicy-Zdroju

## Nazwa
Nazwa miejscowości Krynica-Zdrój pisana z łącznikiem (dywizem) jest formą zatwierdzoną urzędowo. Forma nazwy pisana bez łącznika, tzn. Krynica Zdrój, jest natomiast formą potoczną.

## Historia
Wieś założona w 1547 r. przez Danka z Miastka (obecnie Tylicz) jako Krzenycze. Od początku istnienia do pierwszego rozbioru wchodziła w skład tzw. Kresu Muszyńskiego należącego do biskupów krakowskich. W 1783 r. Krynicę wraz z całymi dobrami muszyńskimi przejął skarb austriacki, który wkrótce wysłał tu krajowego radcę górniczego, profesora uniwersytetu lwowskiego Baltazara Hacqueta celem zbadania i oceny krynickich źródeł. Jego pozytywna opinia legła u podstaw późniejszego rozwoju krynickiego zdrojowiska.
W 1793 r. austriacki komisarz rządowy z pobliskiego Nowego Sącza Franciszek Stix von Saunbergen zakupił tu ziemię ze źródłem wody mineralnej z myślą o założeniu zdrojowiska. Powstały pierwsze domy zdrojowe, ale gwałtowny rozwój nastąpił dopiero po 1856 r. dzięki działalności prof. Józefa Dietla. W 1877 r. kuracjuszy przyjmowało 11 domów uzdrowiskowych oraz w 64 domach prywatnych, w tym samym okresie powstała Komisja Zdrojowa. U schyłku stulecia Krynickie Zdroje odwiedzało blisko 6000 kuracjuszy rocznie. W 1885 roku przybył do uzdrowiska znany hydroterapeuta Henryk Ebers, zostając m.in. dyrektorem CK. Zakładzie Hydropatycznym, radnym, inicjatorem budowy jednej z altan pijalni wód.
Dr Ebers zaprosił w 1909 r. do Krynicy ze Lwowa geologa Rudolfa Zubera, który stał się kolejną ikoną Krynicy. W wyniku głębokich na 810 m wierceń odkrył wodę, jedną z najsilniejszych w Europie szczaw alkalicznych, zwaną od jego nazwiska Wodą Zuber.

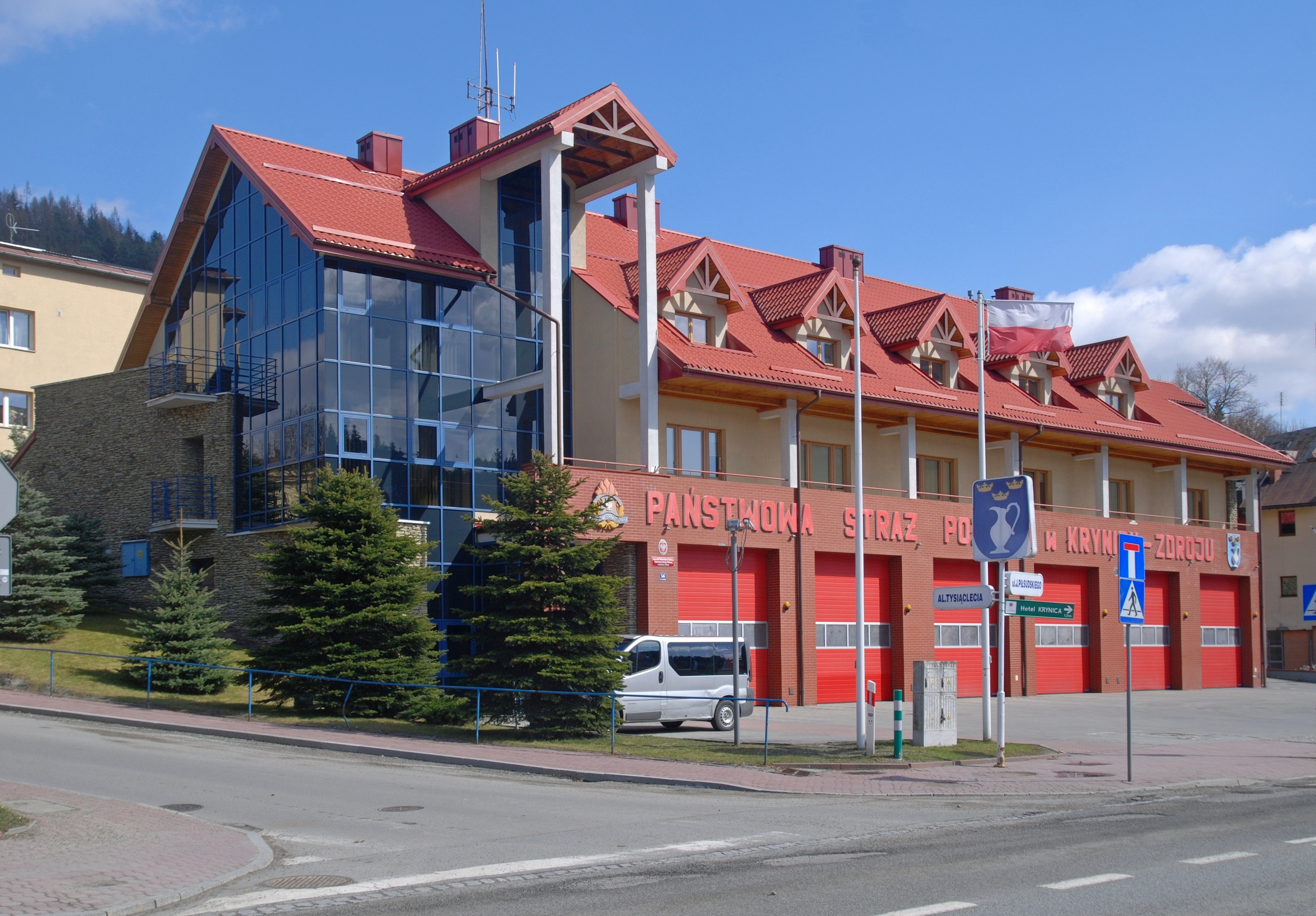
Straż pożarna
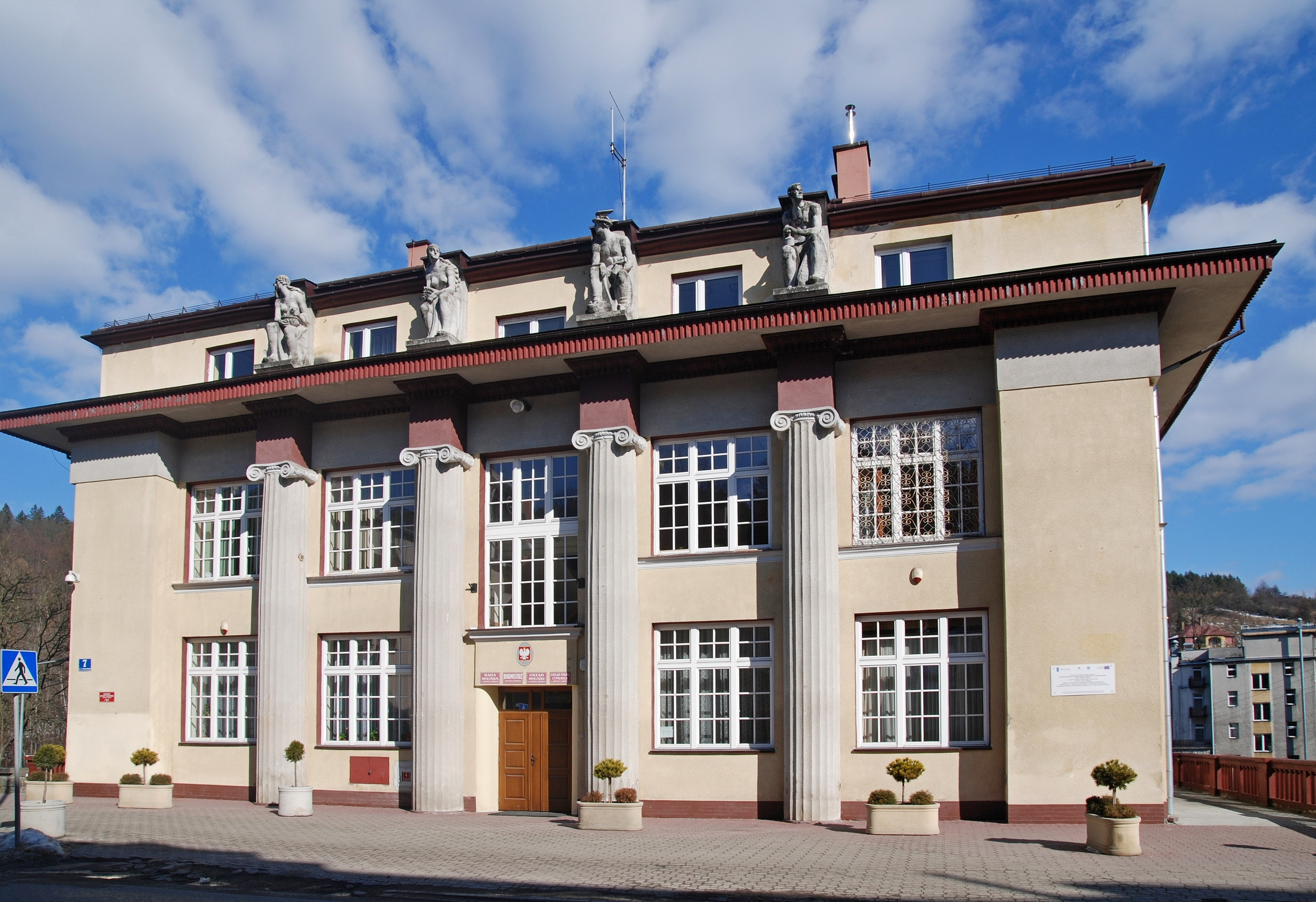
Ratusz
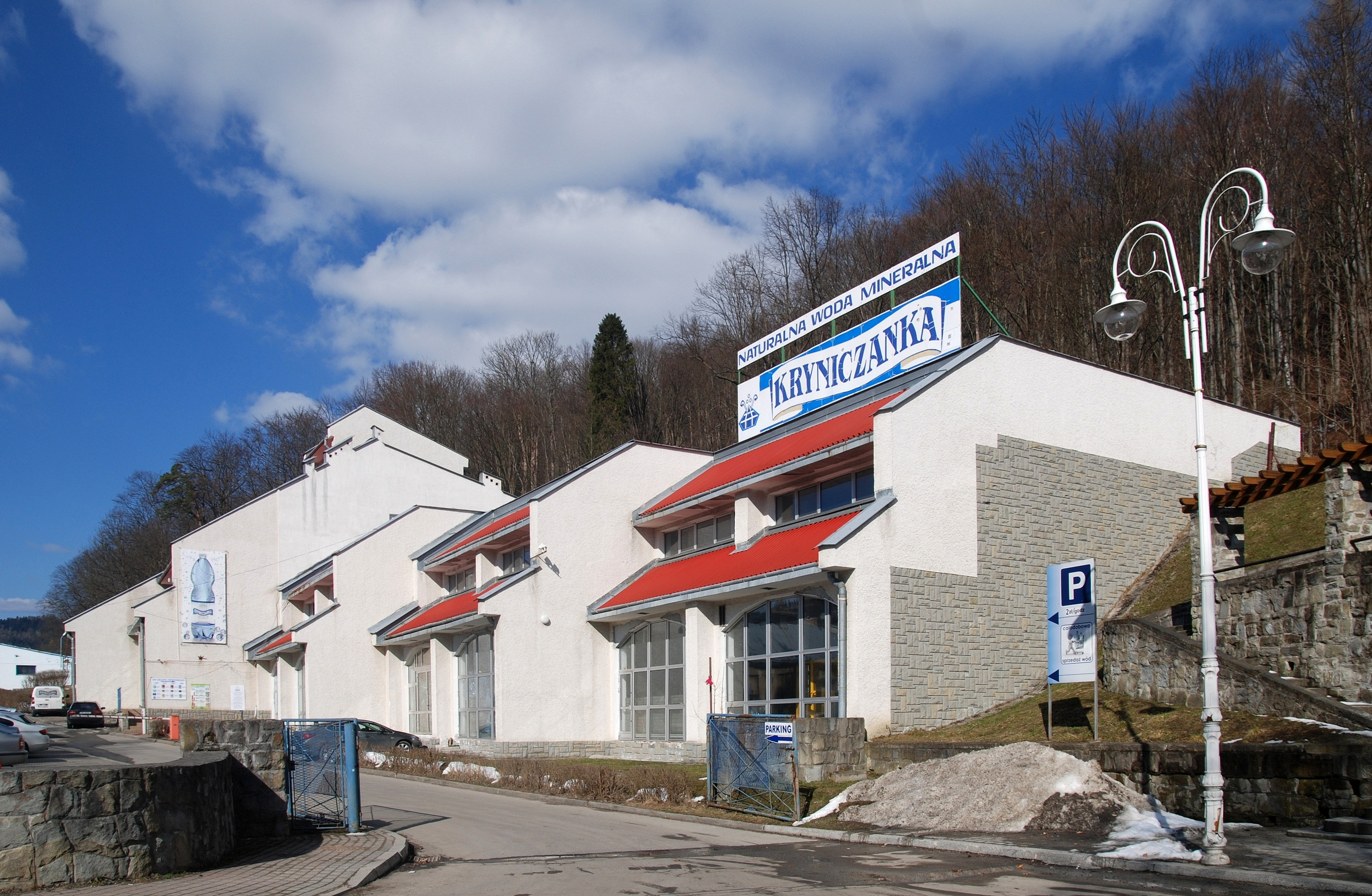
Zakład produkcyjny „Kryniczanki”

Dalszy prężny rozwój uzdrowiska przypada na pierwsze lata XX w., powstają nowe wille i pensjonaty. W 1911 r. doprowadzona została linia kolejowa co spowodowało napływ nowych kuracjuszy, w tym samym roku Krynica uzyskała prawa miejskie. W rok przed wybuchem II wojny światowej Krynicę odwiedzało rocznie 38 000 osób. W styczniu 1937 r. w Krynicy bawiła w podróży poślubnej przyszła królowa Holandii, księżniczka Juliana wraz z mężem księciem Bernardem. W okresie od stycznia 1944 r. do lutego 1945 r. Krynica była siedzibą ordynariusza apostolskiego Łemkowszczyzny Ołeksandera Małynowskiego. Pod okupacją Krynica znajdowała się do 18 stycznia 1945 r. Wycofujący się Niemcy zabrali praktycznie wszystkie urządzenia, a wkraczające wojska Armii Czerwonej doszczętnie zdewastowały, co pozostało. Krynica z wojny odrodziła się tak naprawdę pod koniec lat 50. XX w.
Poza istniejącą już koleją ziemno-linową z 1937 r. na Górę Parkową w 1997 r. uruchomiono kolejkę gondolową na Jaworzynę (1114 m n.p.m.), która może przewieźć 1200 osób na godzinę. Dzięki tej inwestycji Krynica-Zdrój stała się dużym ośrodkiem narciarskim.
W latach 1975–1998 miasto administracyjnie należało do województwa nowosądeckiego.

## Uzdrowisko
Pierwsze wzmianki o leczniczych właściwościach krynickich źródeł znajdują się w dziele księdza Gabriela Rzączyńskiego pt. Historia naturalis curiosa Regni Poloniae (...), wydanym w pierwszej poł. XVIII w. Pierwsze naukowe badania wód krynickich przeprowadził jednak dopiero profesor Uniwersytetu Lwowskiego Baltazar Hacquet na zlecenie władz austriackich, które w 1783 r. przejęły Krynicę wraz z pozostałymi miejscowościami dóbr muszyńskich. Opinia Hacqueta, w której pozytywnie ocenił on lecznicze wartości tych wód zarówno do kąpieli, jak i do picia, zachęciła komisarza rządowego z Nowego Sącza, do zakupienia w 1793 r. krynickiego zdroju wraz z okolicznymi polami i łąkami za cenę 50 ówczesnych złotych. Ten ujął źródła w drewniane oprawy i wybudował pierwszy niewielki dom mieszkalny dla gości. Można więc uznać, że początki lecznictwa uzdrowiskowego w Krynicy datują się na przełom XVIII i XIX w.

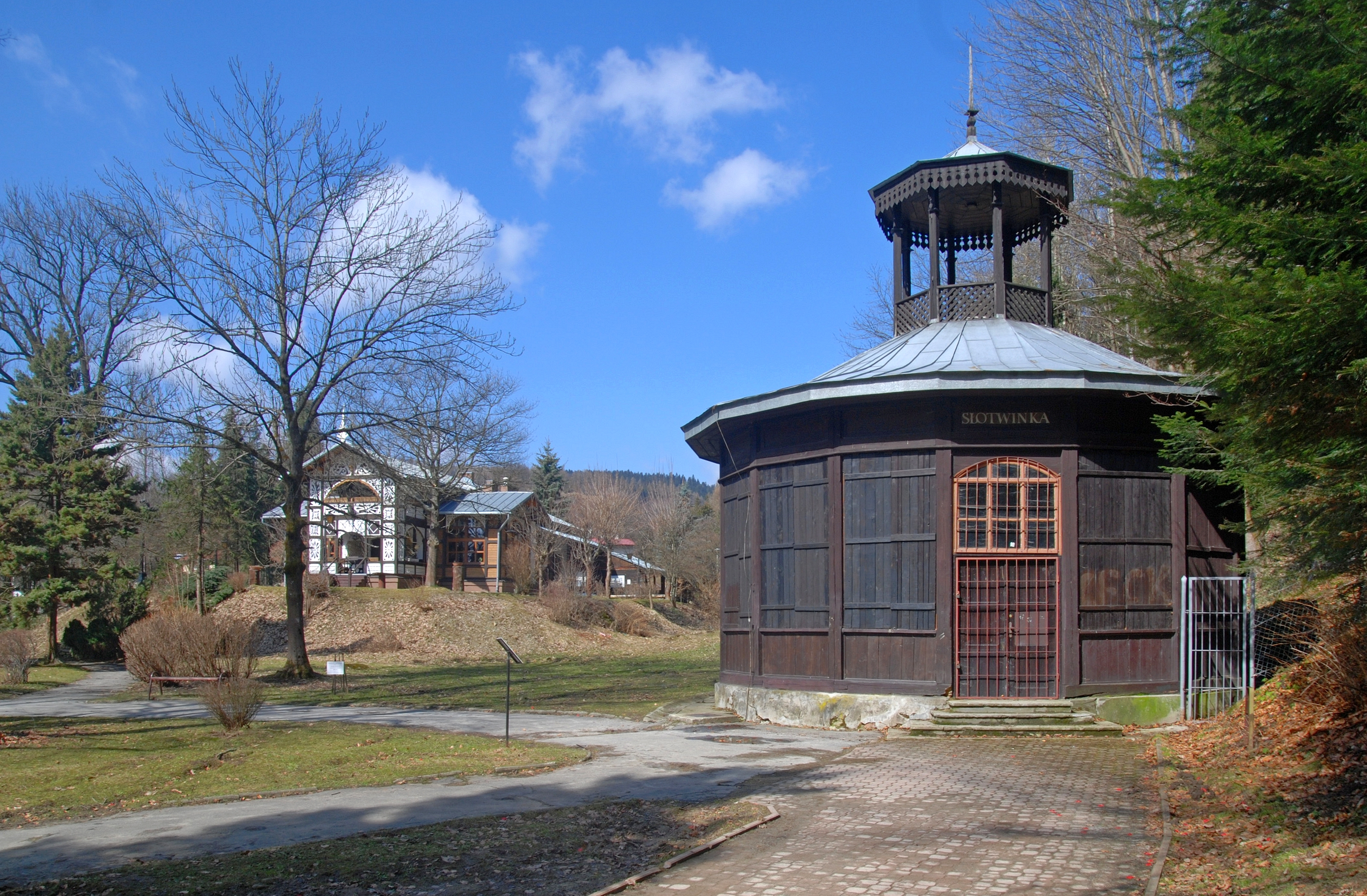
Park Słotwiński, Pijalnia Słotwinka (1806)
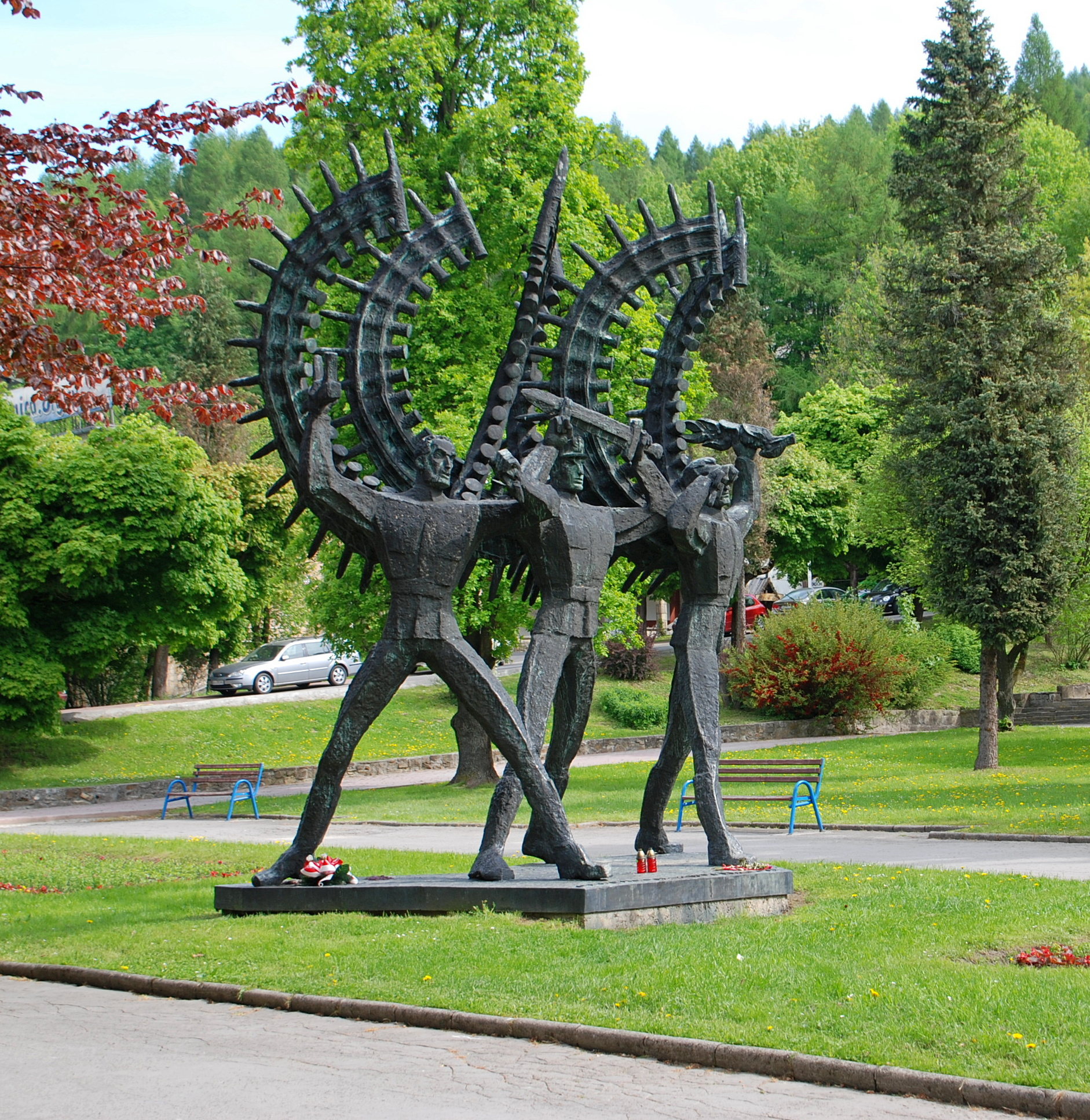
Park R. Nitribitta, pomnik Obrońcom-Zwycięzcom
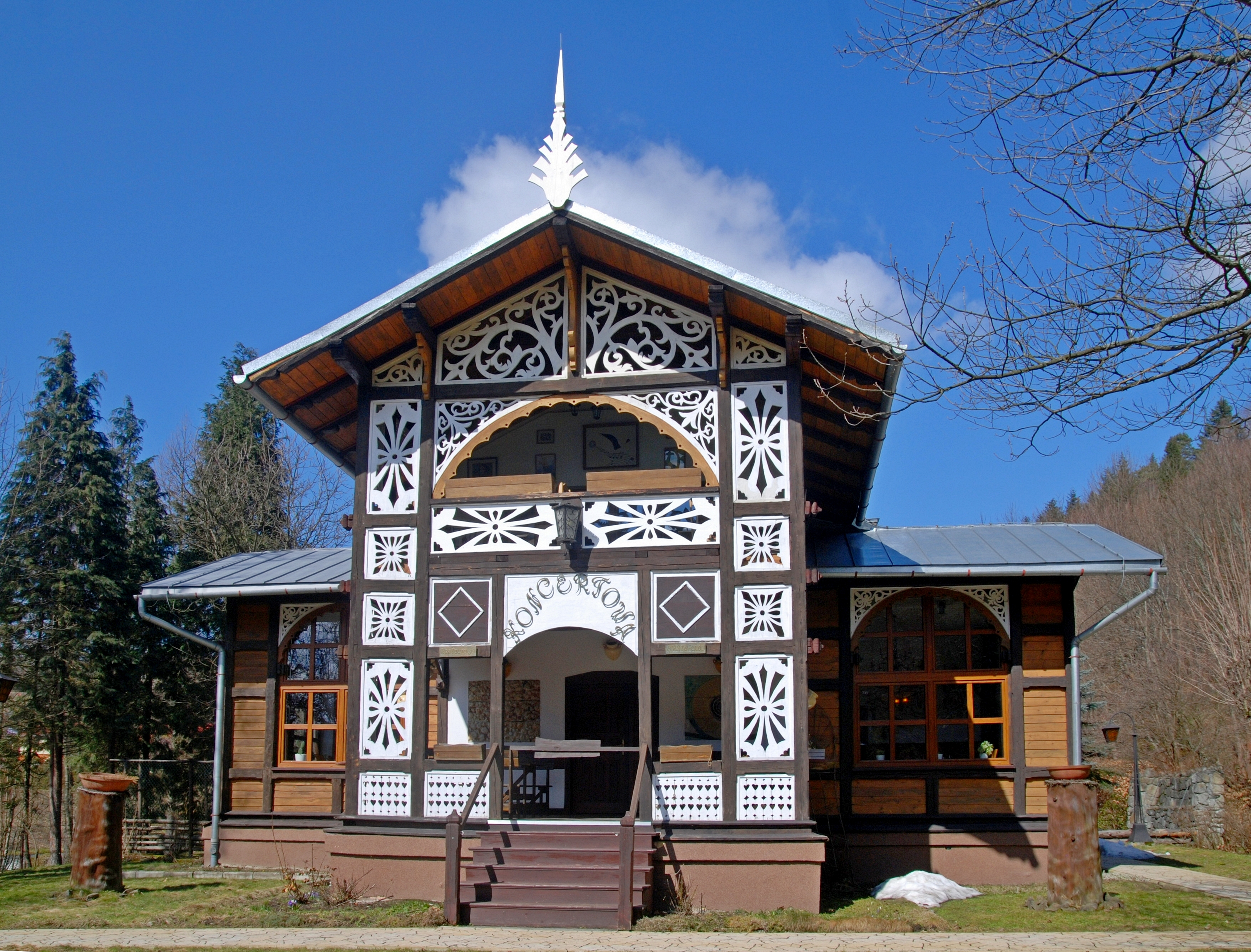
Park Słotwiński, dawny pawilon koncertowy (1870), obecnie restauracja „Koncertowa”

W 1800 r. krynickie źródła przeszły na własność rządu austriackiego, pod zarząd komunalny dóbr muszyńskich, który nie mogąc znaleźć dzierżawcy postanowił poprowadzić zdrojowisko we własnym zakresie. W tym celu wzniesiony został w 1805 r. drugi, większy dom mieszkalny oraz wybudowano pierwszych 9 kabin kąpielowych. W tym roku Krynica zanotowała pobyt 180 gości. W 1806 r. wybudowano pierwszą drewnianą pijalnię wody mineralnej (istniejąca do dziś „Słotwinka”). Za rzeczywistą datę powstania krynickiego uzdrowiska należy jednak uznać 1807 r., kiedy to dr Jan Nennel został mianowany pierwszym lekarzem uzdrowiskowym.
Z tego czasu pochodzą pierwsze naukowe opisy wód krynickich, które w 1806 r. wykonał Józef August Schultess, profesor Uniwersytetu Jagiellońskiego. Ponownie obudowano źródła i ustalono pierwsze strefy ich ochrony, obejmujące teren o promieniu 150 kroków. Wybudowano proste łazienki i kilka kolejnych domów dla kuracjuszy, uregulowano prowizorycznie Kryniczankę. Powstał nawet projekt wytwórni naczyń do wysyłki wód poza uzdrowisko. Pomimo to liczba kuracjuszy, która w 1810 r. wyniosła 530 osób, w następnych latach nie zwiększała się.

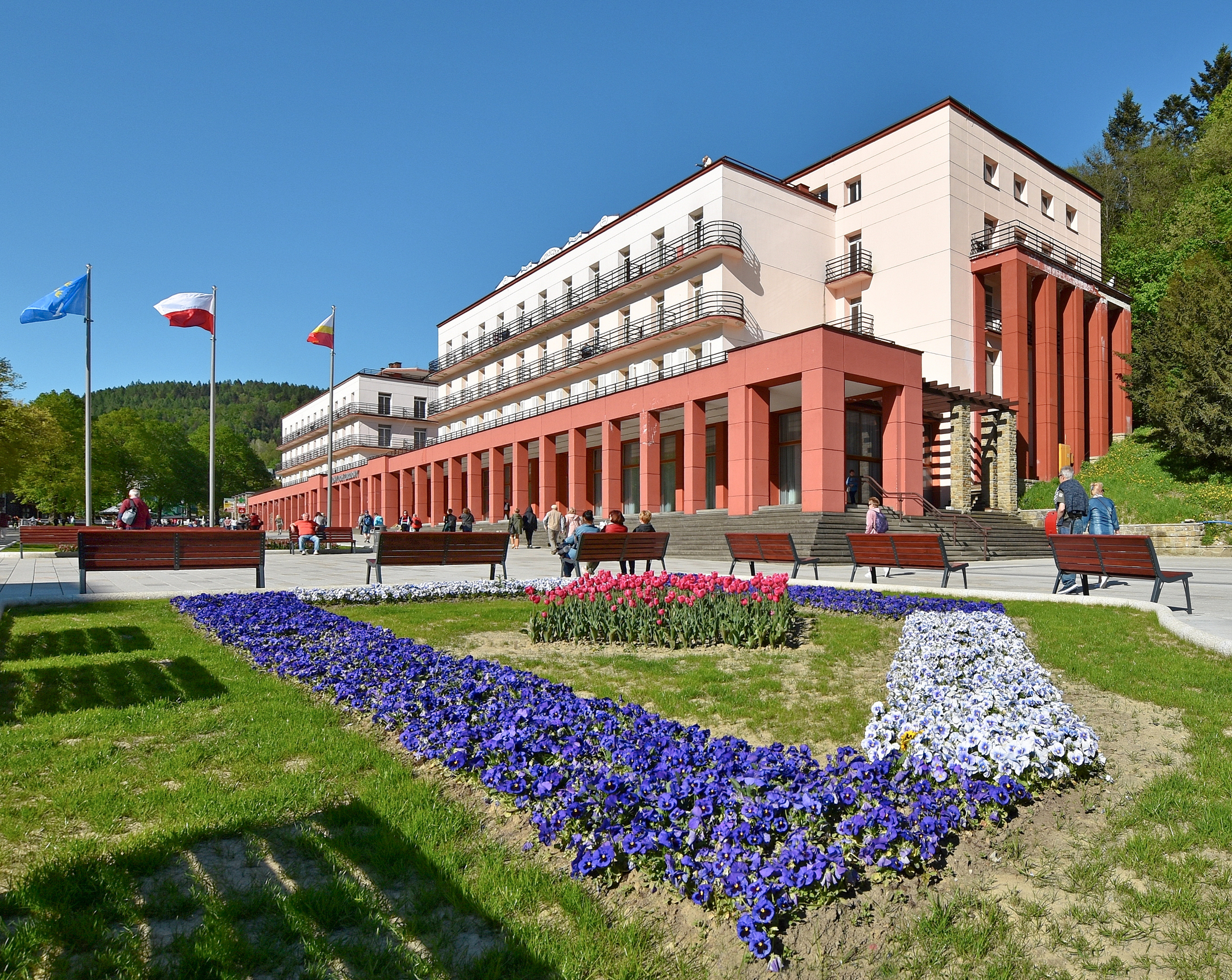
Nowy Dom Zdrojowy
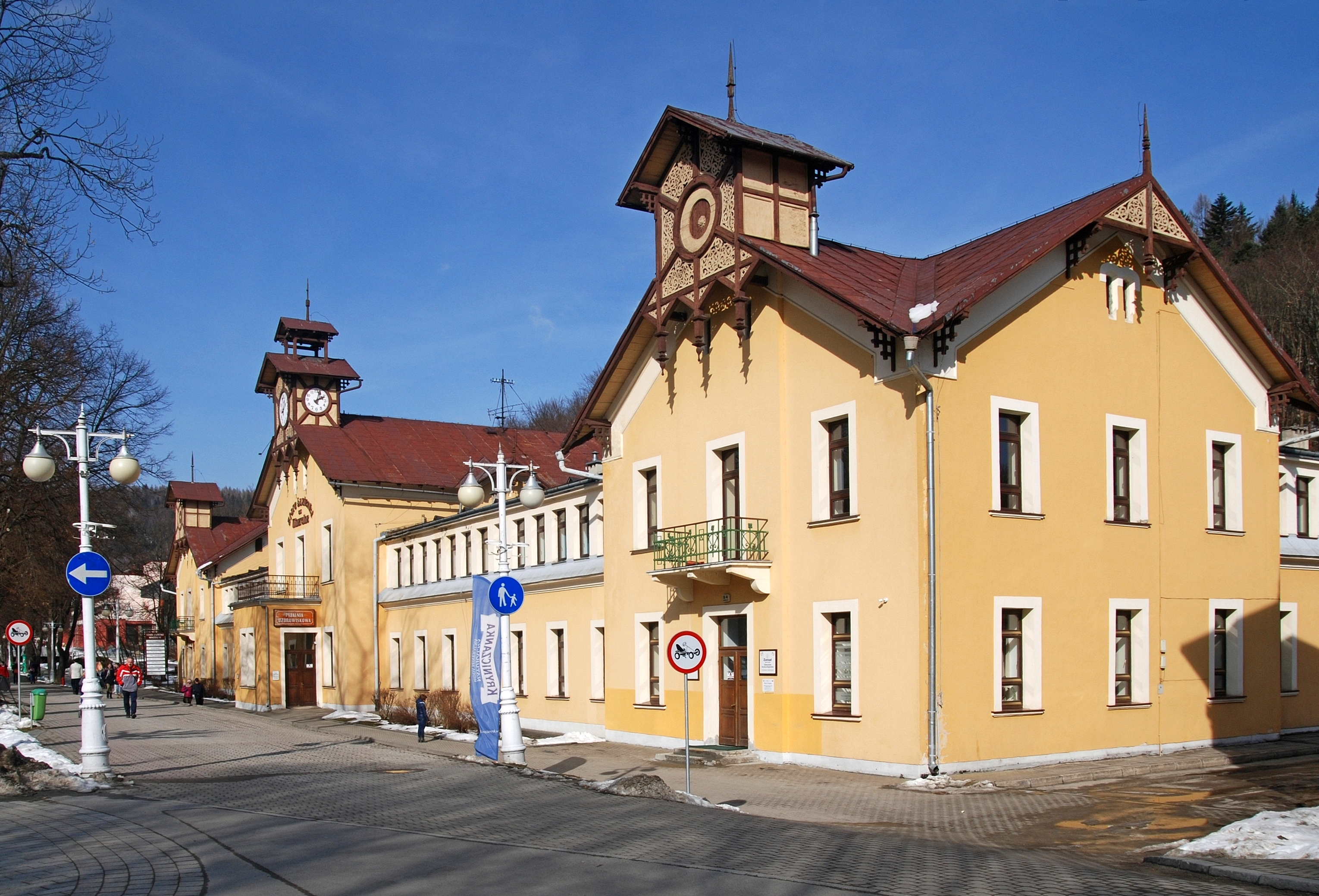
Stare łazienki
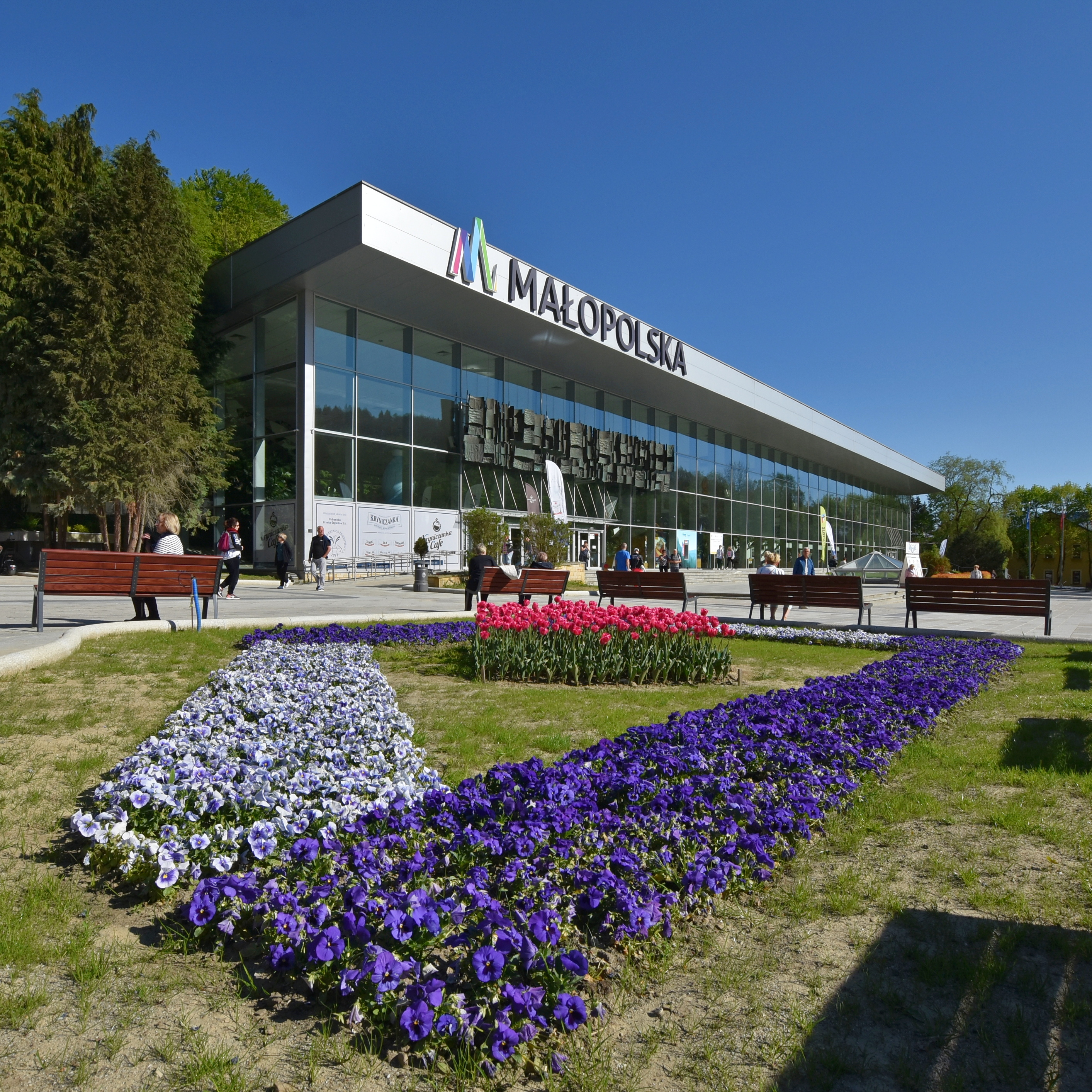
Pijalnia Główna

Zniechęcone deficytowym przedsięwzięciem w 1852 r. władze austriackie poleciły zlikwidować uzdrowisko. Na szczęście zarząd dóbr muszyńskich odwlekał realizację polecenia. Jednocześnie grupa lekarzy krakowskich, którym przewodził dr Józef Dietl, rektor Uniwersytetu Jagiellońskiego, zaczęła propagować krynickie wody wśród lekarzy i społeczeństwa i coraz częściej wysyłać do nich kuracjuszy. Dietl, uznany później za ojca polskiej balneologii, w imieniu komisji rzeczoznawców wystąpił pod adresem rządu austriackiego z postulatami rozwoju uzdrowiska. Współdziałał z nim m.in. dr Michał Zieleniewski. Zarząd przystąpił do budowy urządzeń sanitarnych, leczniczych i mieszkalnych.
W 1901 r. w Krynicy przebywało już ponad 6 tys. kuracjuszy i liczba ich corocznie rosła, przekraczając dziesięć lat później 10 tys. W związku z koniecznością pozyskania większej ilości wód do kąpieli od 1911 r. poszukiwania nowych źródeł wód mineralnych w Krynicy prowadził geolog Rudolf Zuber, profesor Uniwersytetu Lwowskiego. Zakończyły się one sukcesem w 1914 r. przez dowiercenie się w szybie „Zuber I” do szczawy alkalicznej o największym znanym wówczas stężeniu.

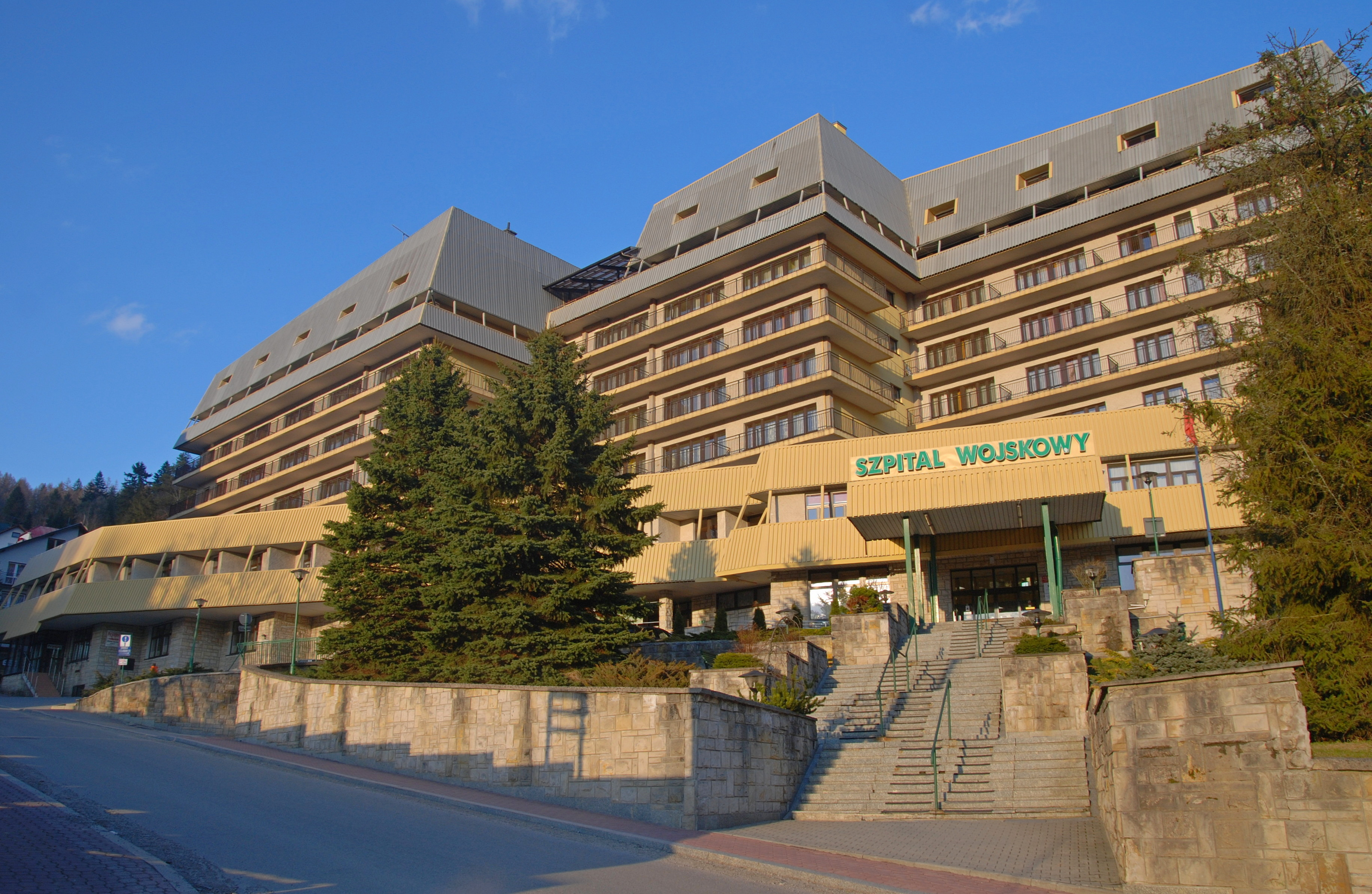
Wojskowy szpital uzdrowiskowy
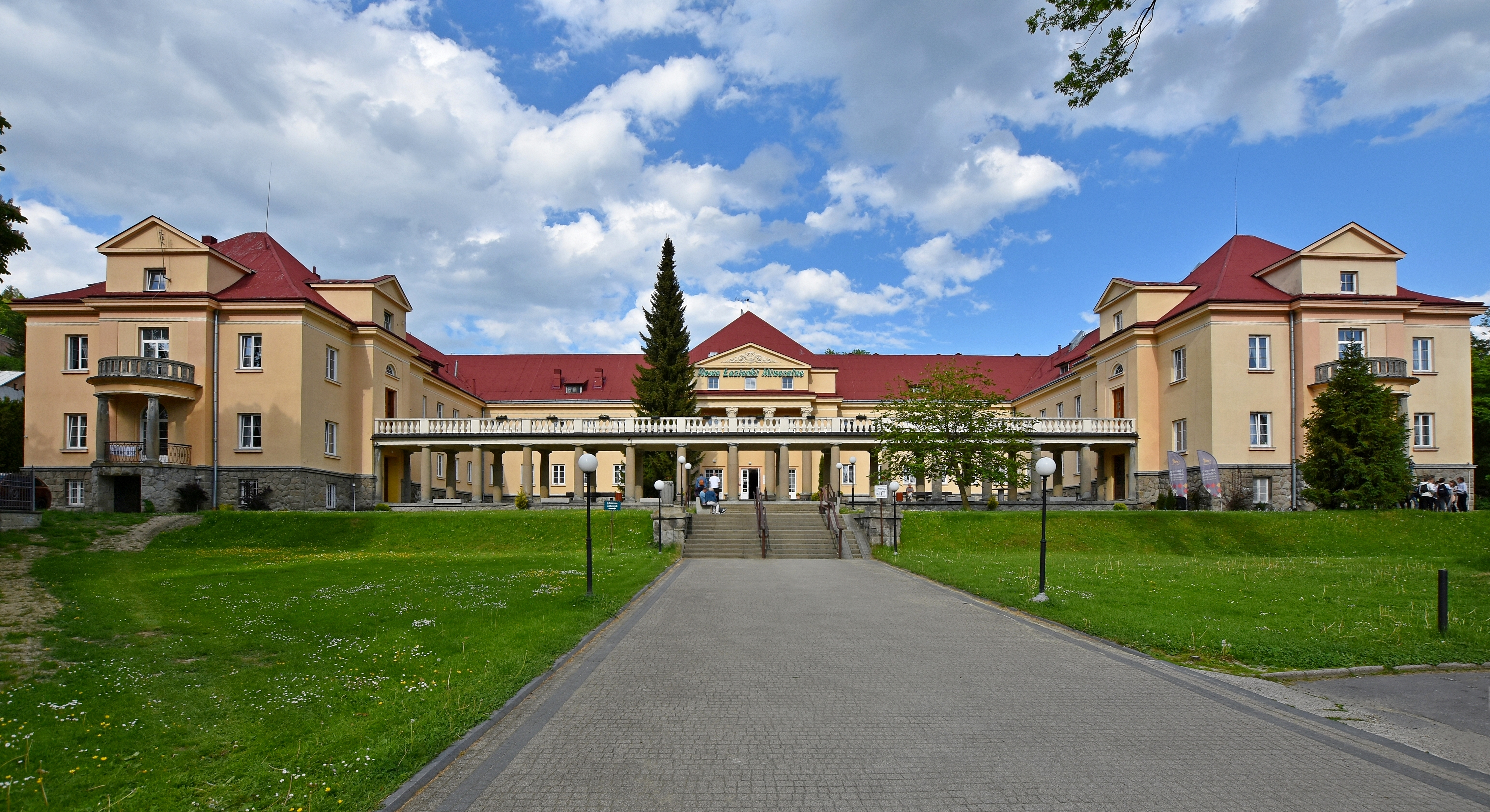
Nowe łazienki mineralne
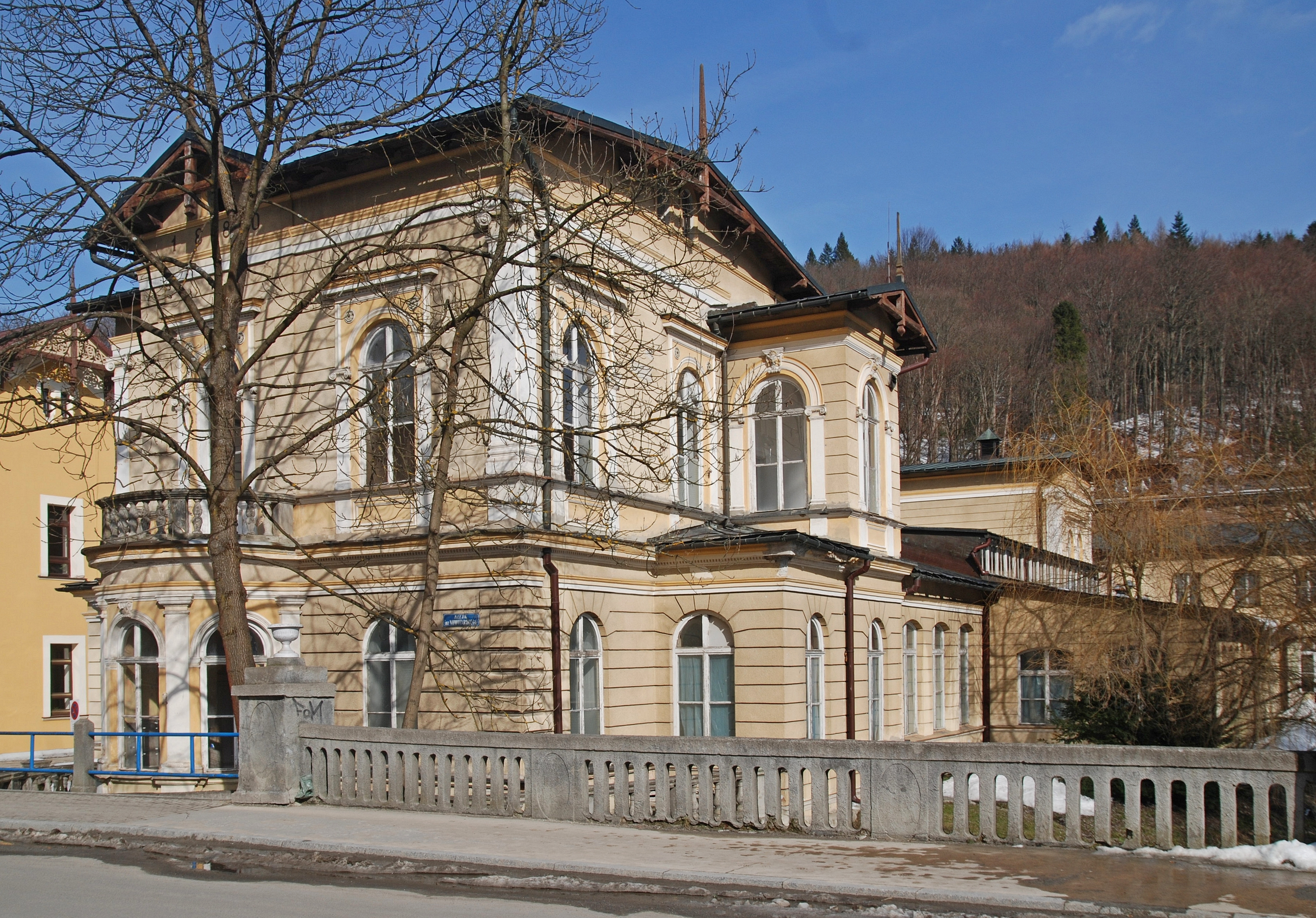
Łazienki borowinowe

Po zakończeniu I wojny kontynuowano w Krynicy poszukiwania kolejnych źródeł, uzyskując m.in. w odwiercie nr 11 („Zuber II”) na głębokości 952 m wielkie złoża suchego dwutlenku węgla, zastosowanego do suchych kąpieli gazowych. Z nowych szybów ujęto źródła „Jan” i „Słotwinka”. Rozbudowano krytą pijalnię z urządzeniami do podgrzewania wód, doprowadzanych do niej rurociągami.
Z II wojny światowej uzdrowisko wyszło z licznymi stratami. Wywiezione zostały linie do butelkowania wód i inne urządzenia techniczne, zniknęły cenne miedziane wanny do kąpieli. Wszystkie budynki uzdrowiskowe wymagały pilnych remontów. Mimo to w 1945 r. zanotowano tu pierwszych kilkuset gości, a w 1947 – ok. 14 tys. Dalsze badania krynickich wód prowadził inżynier Leon Nowotarski, długoletni dyrektor Państwowego Zakładu Zdrojowego.

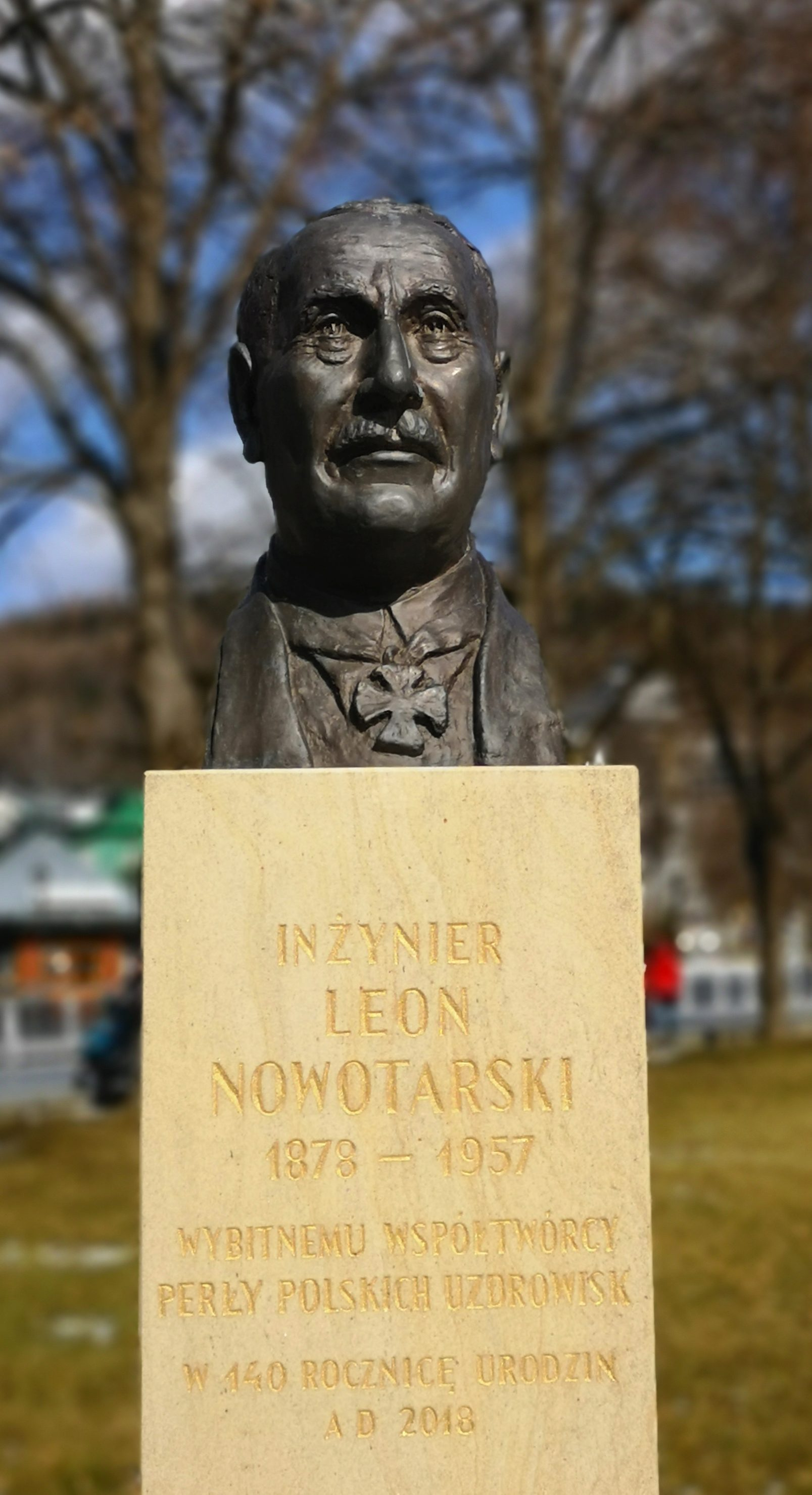
Pomnik inż. Leona Nowotarskiego w Krynicy

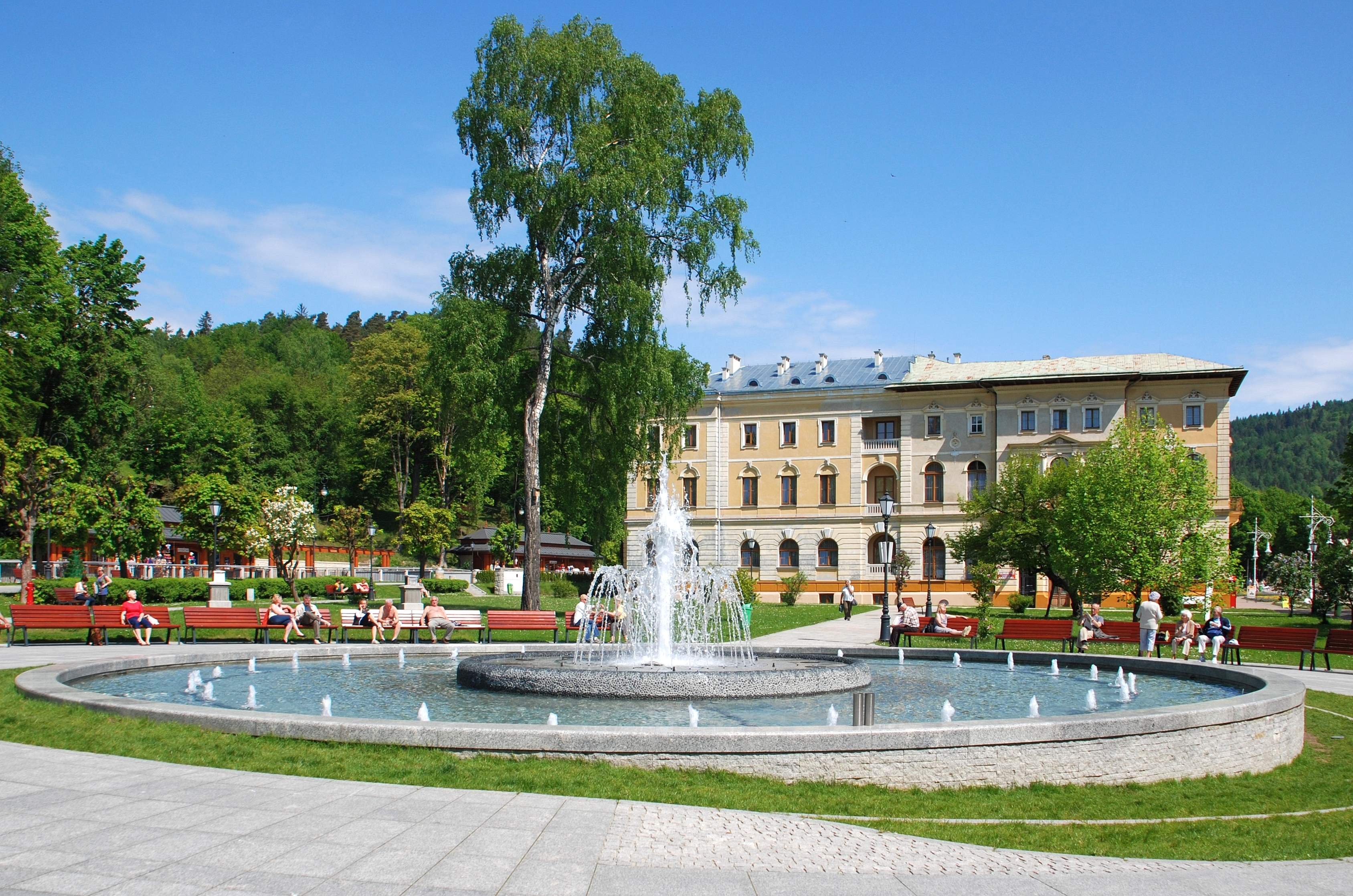
Fontanna muzyczna, w tle Stary dom zdrojowy
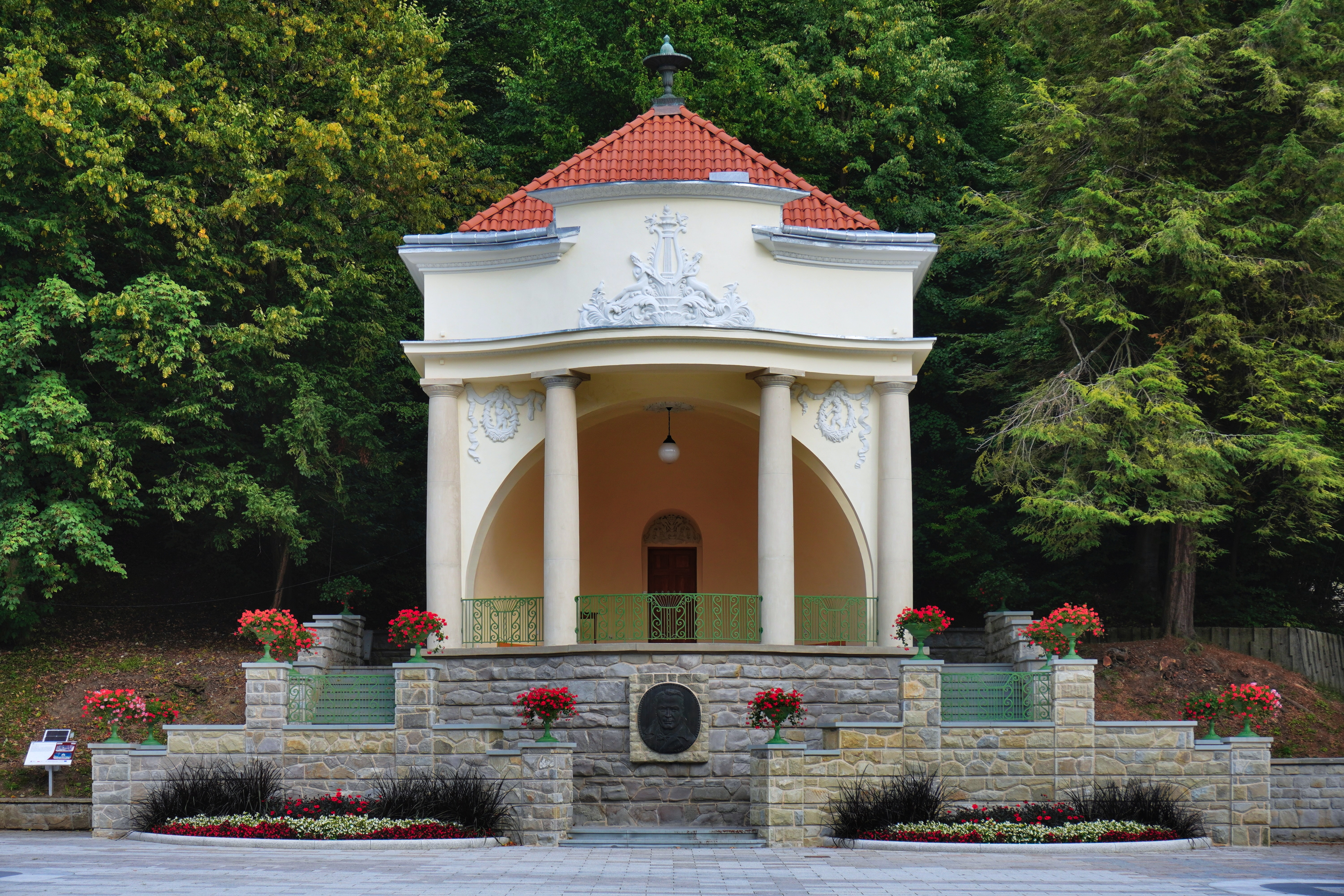
Muszla koncertowa
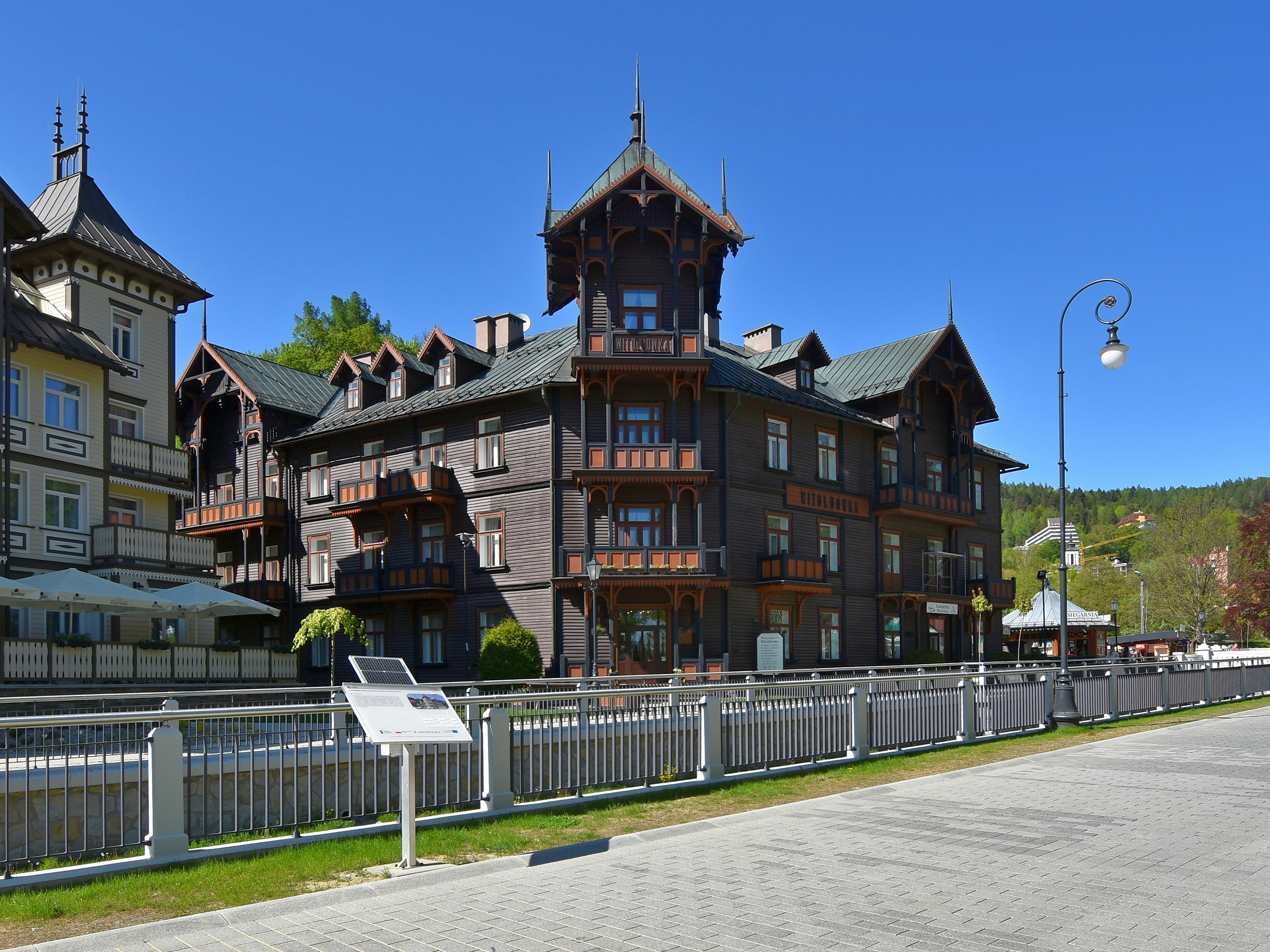
Willa Witoldówka

W latach swej świetności Krynica była modnym uzdrowiskiem, miejscem pobytu i spotkań wielu sławnych Polaków. Bywali tu m.in.: Józef Piłsudski, Jan Matejko, Artur Grottger, Henryk Sienkiewicz, Józef Ignacy Kraszewski, Ludwik Solski, Helena Modrzejewska, Władysław Reymont, Julian Tuwim, Konstanty Ildefons Gałczyński, Jan Kiepura, Józef Teodor Konrad Korzeniowski (Joseph Conrad), Antoni Kępiński, Antoni Marianowicz, Tadeusz Dołęga-Mostowicz i Anda Rottenberg.
W Krynicy gościli także obcokrajowcy: królowa Holandii Juliana, Valdas Adamkus, Václav Havel, Wiktor Janukowycz.

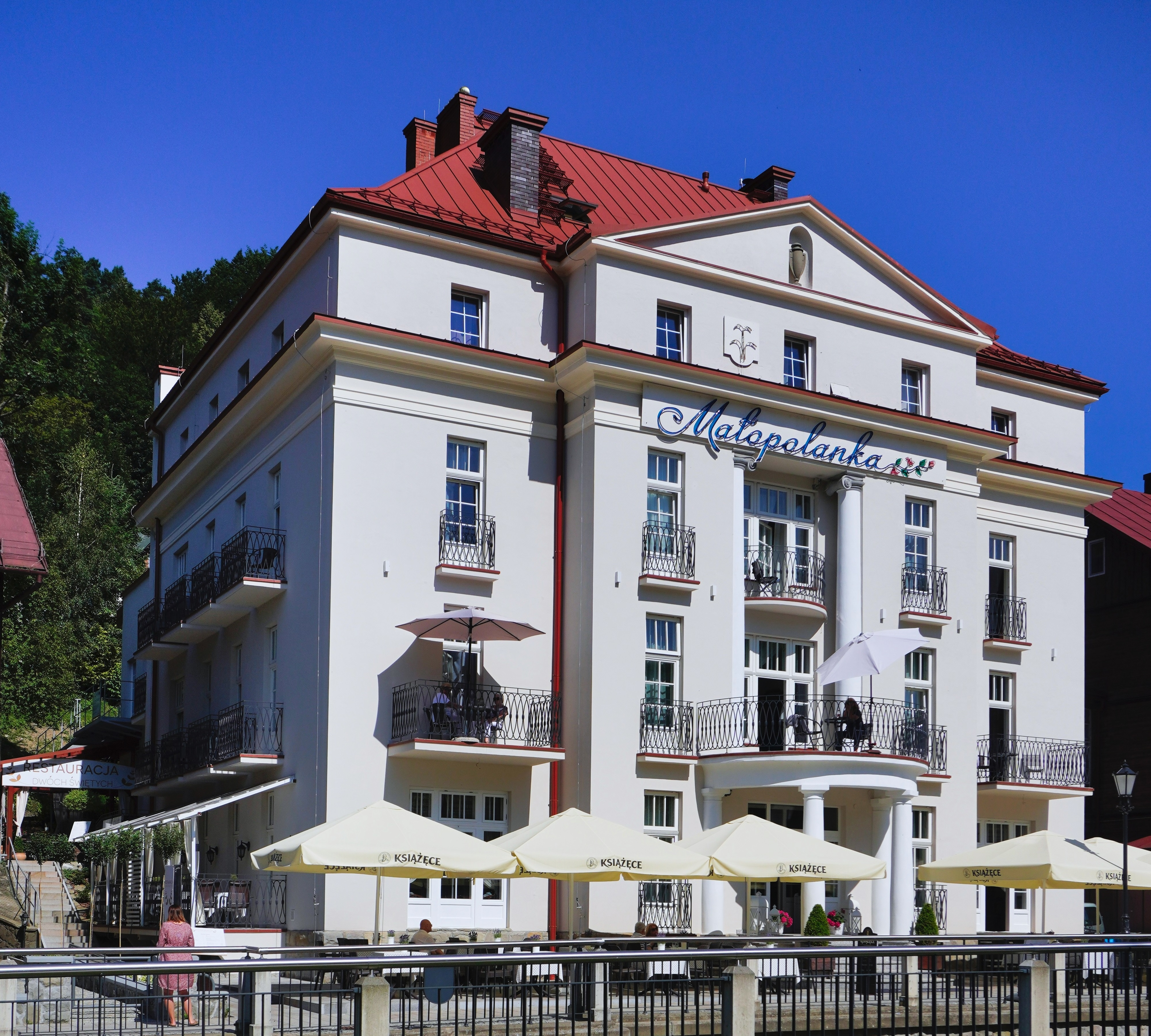
Pensjonat Małopolanka
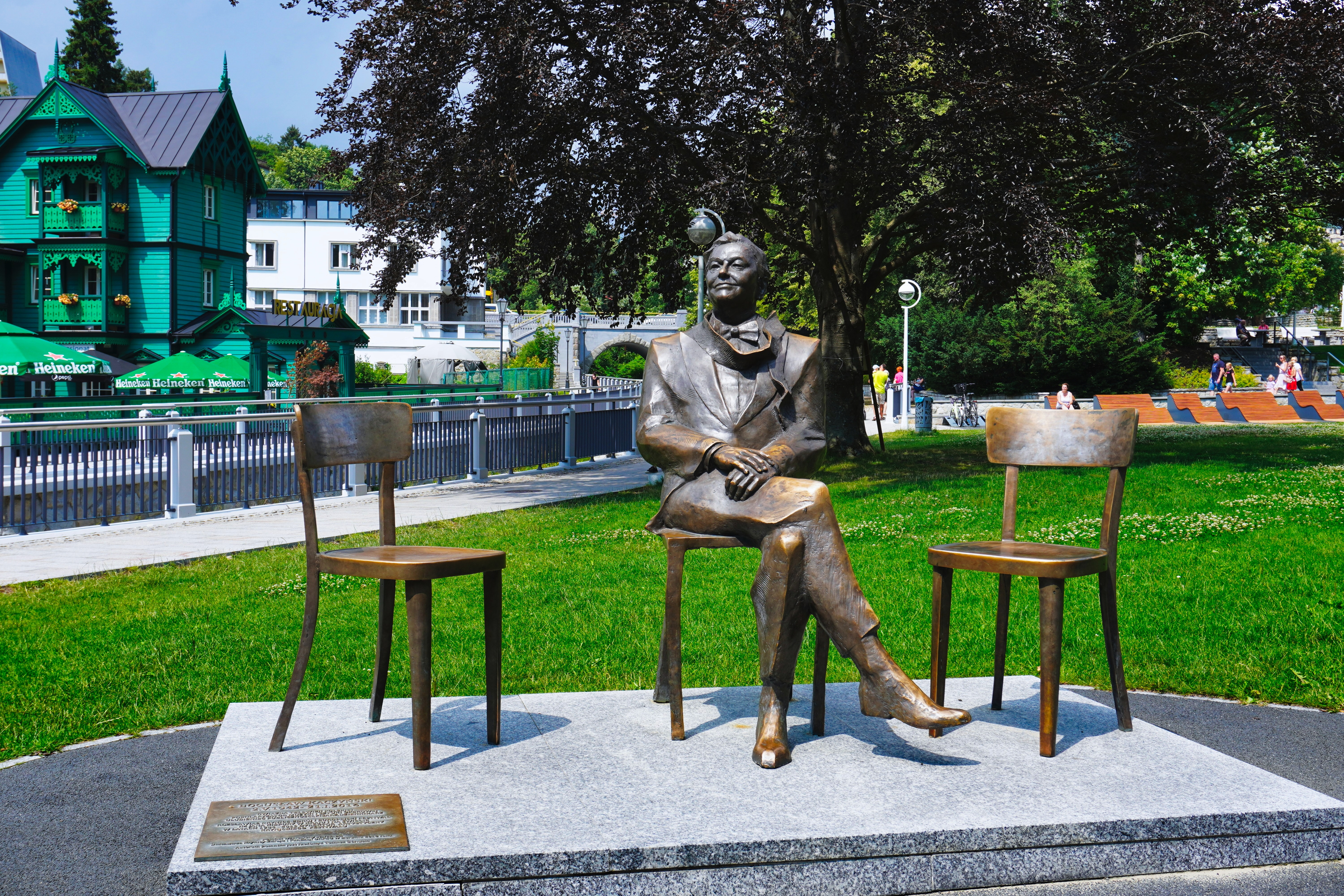
Ławeczka Bogusława Kaczyńskiego
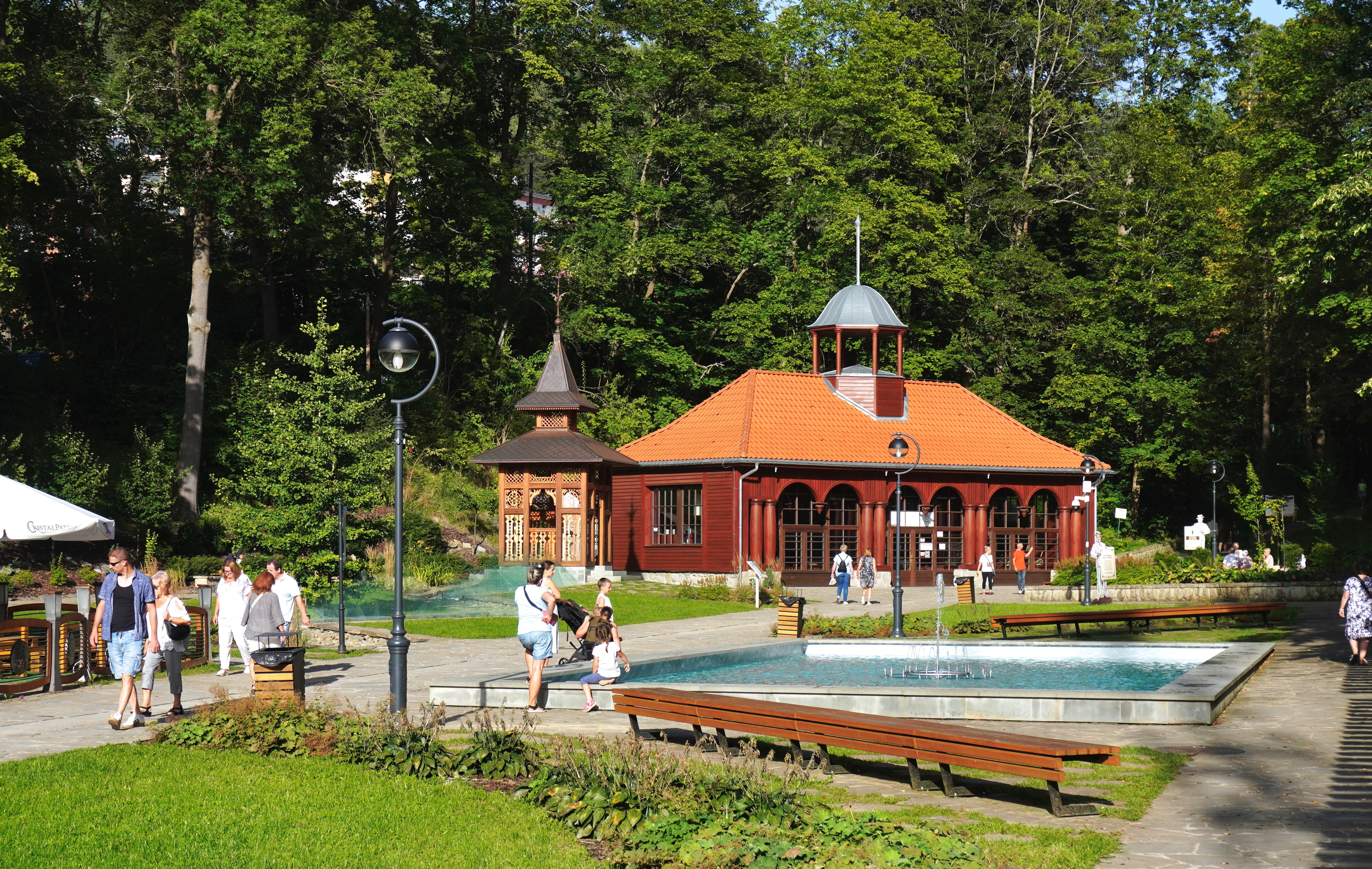
Polana Janówka, Pijalnia Jana oraz odbudowana w latach 2019–2020 dawna altana nad Zdrojem Jan

Krynica-Zdrój jest obecnie dużym ośrodkiem lecznictwa uzdrowiskowego i sanatoryjnego. Leczy się tu choroby układu trawiennego i moczowego, układu krążenia i przemiany materii. W mieście znajdują się sanatoria i szpitale uzdrowiskowe, a także odwierty, pijalnie i rozlewnie wód mineralnych i leczniczych:
- zdrój Główny
- zdrój Jan
- zdrój Józef
- zdrój Karol (nie istnieje)
- zdrój Mieczysław
- zdrój Słotwinka
- zdrój Tadeusz
- zdrój Zuber.

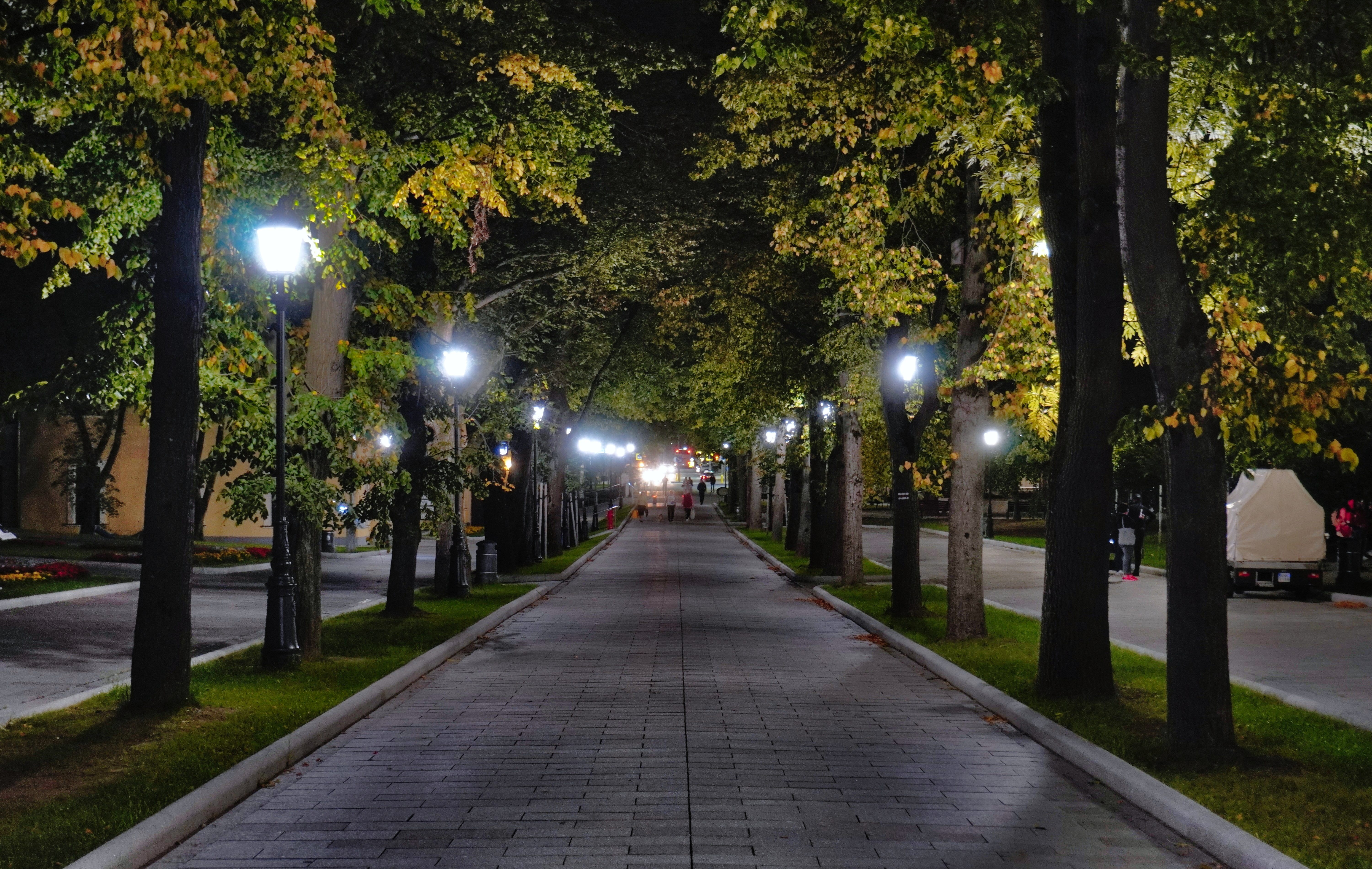
Deptak, Aleja Leona Nowotarskiego, widok w nocy
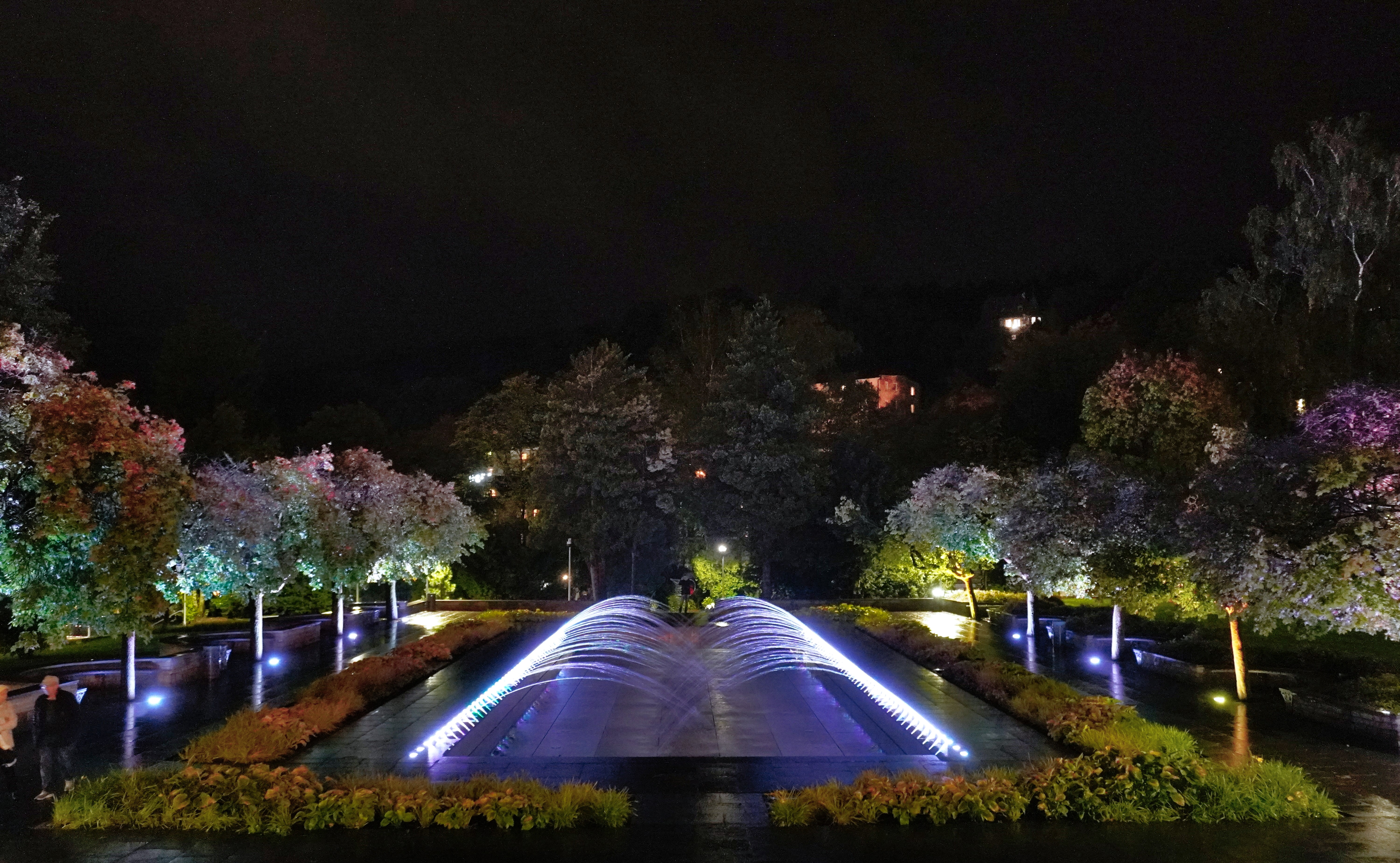
Fontanna „Setka”, widok w nocy
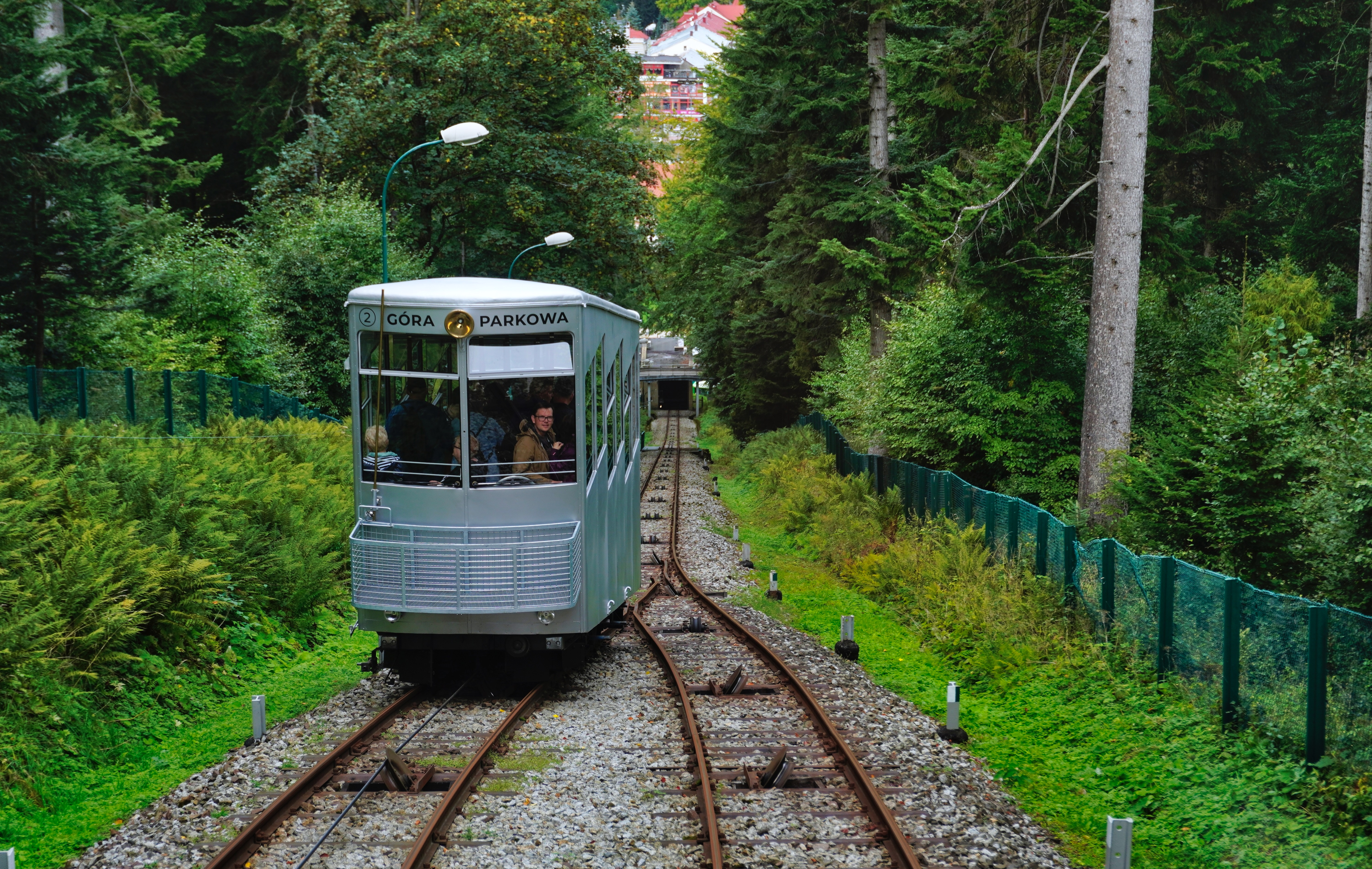
Kolej linowo-terenowa na Górę Parkową

## Demografia

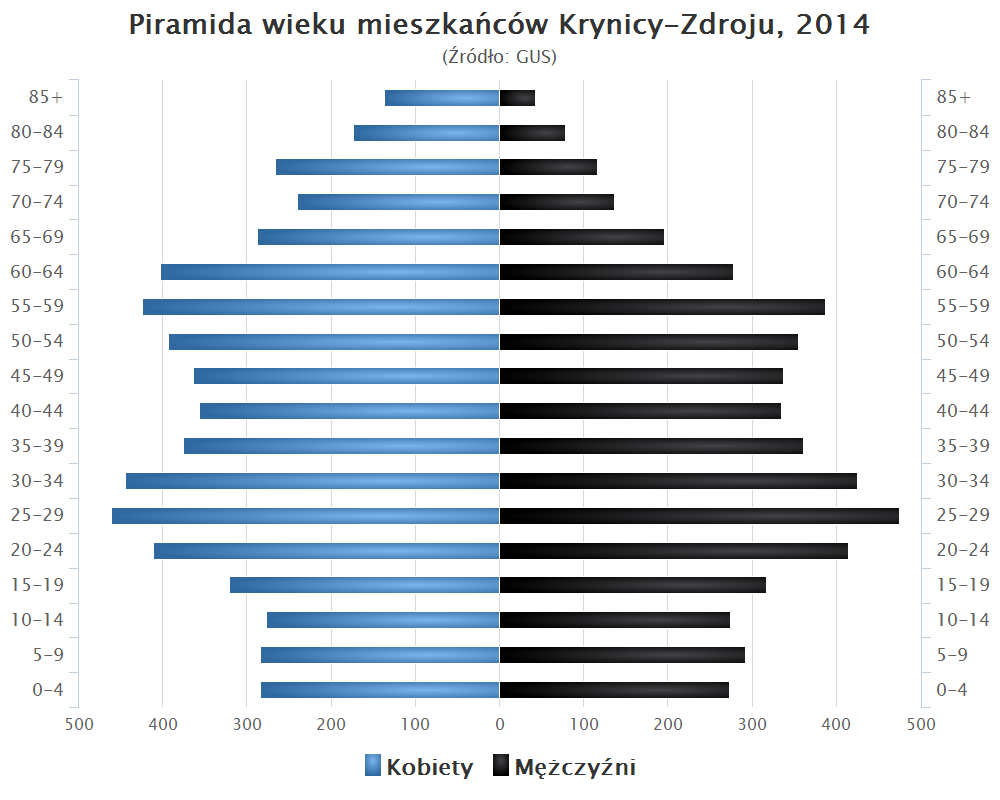
Piramida wieku mieszkańców Krynicy-Zdroju w 2014 roku

## Zabytki
Najstarszym budynkiem w Krynicy jest pijalnia „Słotwinka” z 1806 r. Początkowo stała w miejscu, które obecnie zajmuje przeszklona Pijalnia Główna na krynickim deptaku z 1971 r., gdzie na ok. 3500 m² znajduje się sala koncertowa i ogród zimowy. Budynek z lat 70. wyróżnia się oryginalnością i detalem na tle oszczędnościowej architektury Polski Ludowej. W początkach drugiej połowy XIX w. pijalnia „Słotwinka” została przeniesiona do Parku Słotwińskiego. Otwierana sezonowo. Tuż obok znajduje się „Koncertowa”, której historia sięga 1870 r. Wybudowany wtedy pawilon nosił nazwę Słotwiński Pawilon Koncertowy i taką też pełnił funkcję. Odbywały się tam koncerty, a sam park był ulubionym miejscem kuracjuszy odwiedzających Krynicę. Od 1989 r. niniejszy obiekt po generalnym remoncie, aczkolwiek nie ingerującym w jego stylistykę funkcjonuje jako restauracja „Koncertowa”.

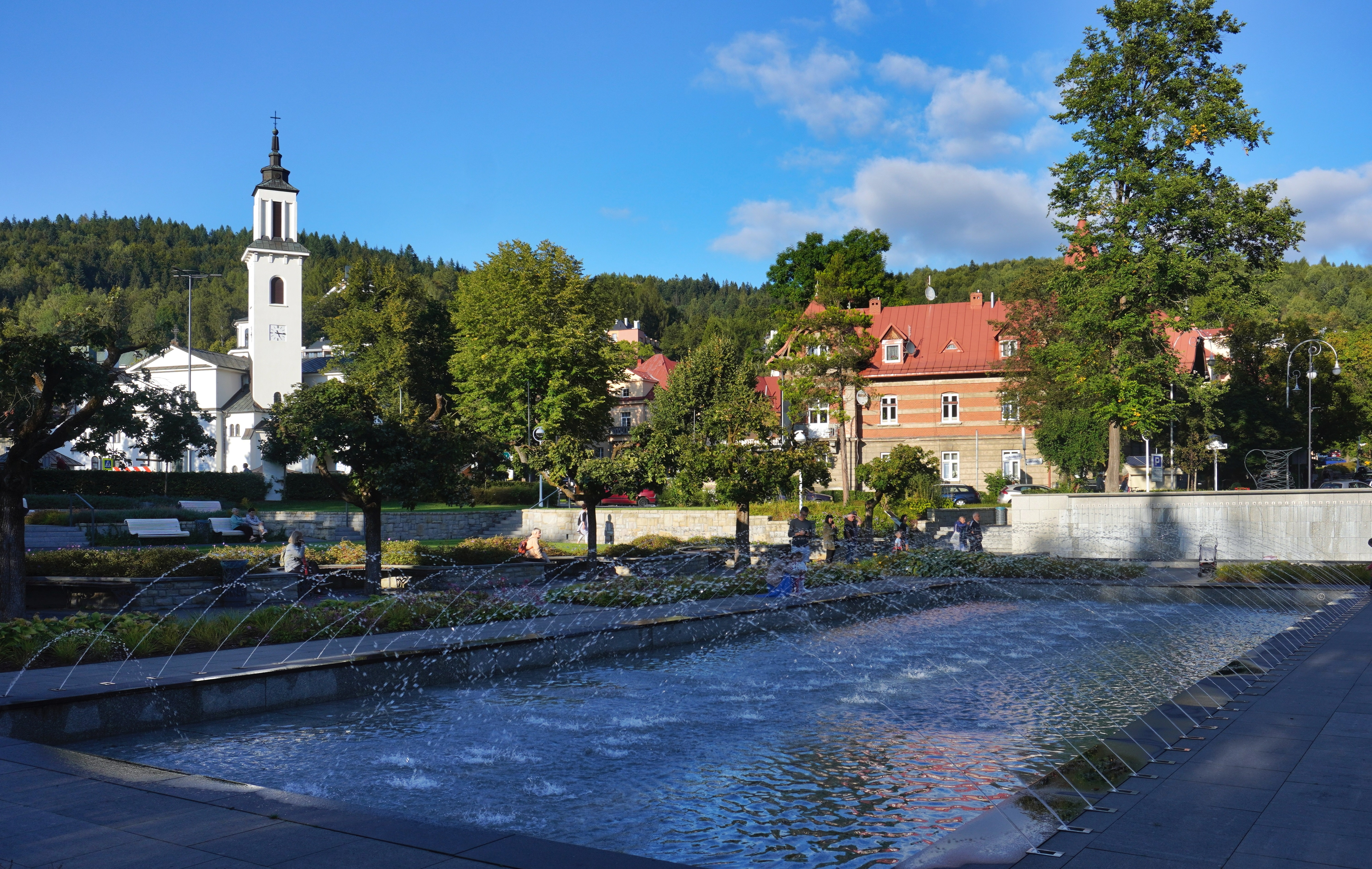
Park im. Mieczysława Dukieta, fontanna „Setka”
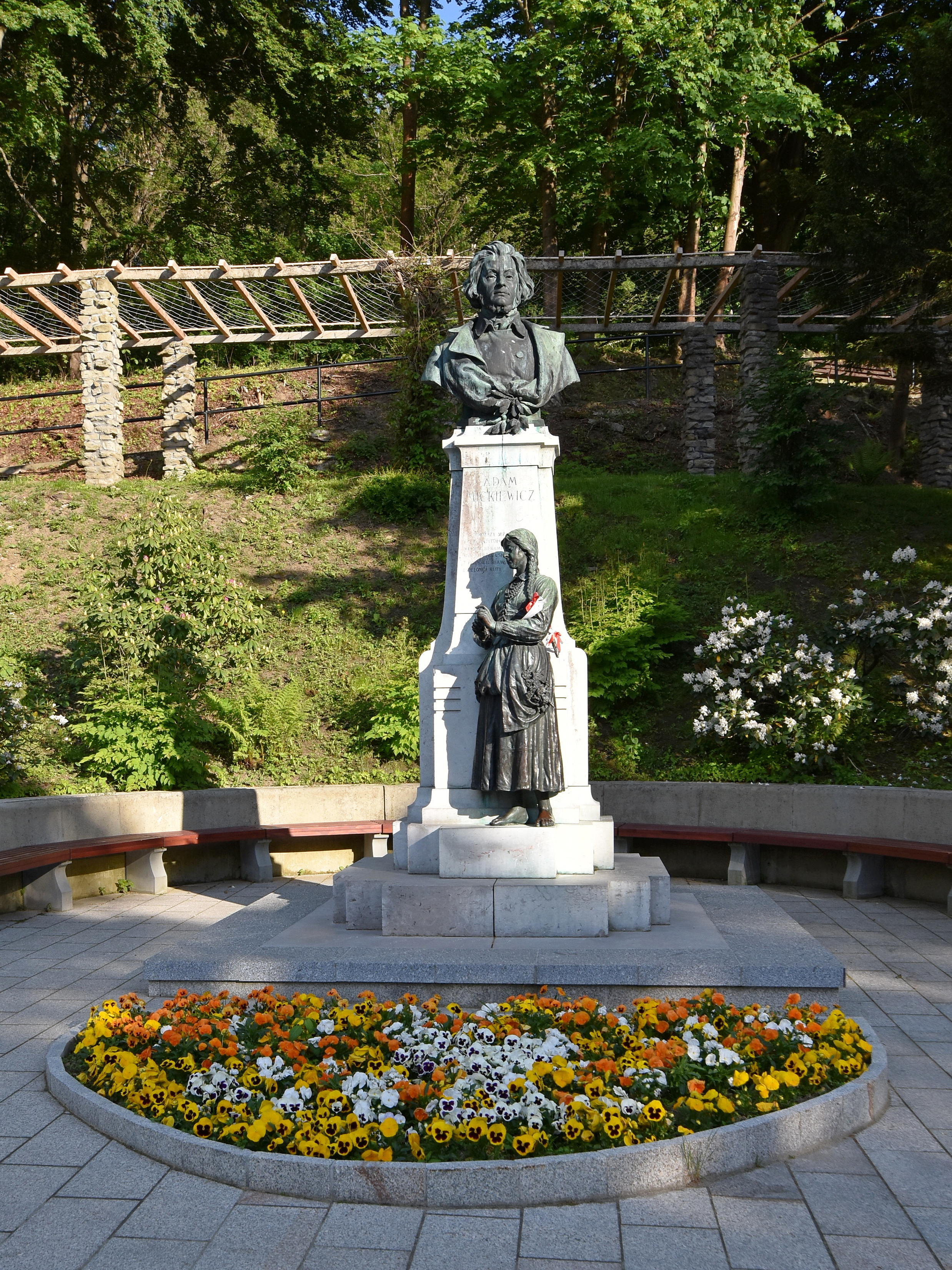
Pomnik Adama Mickiewicza
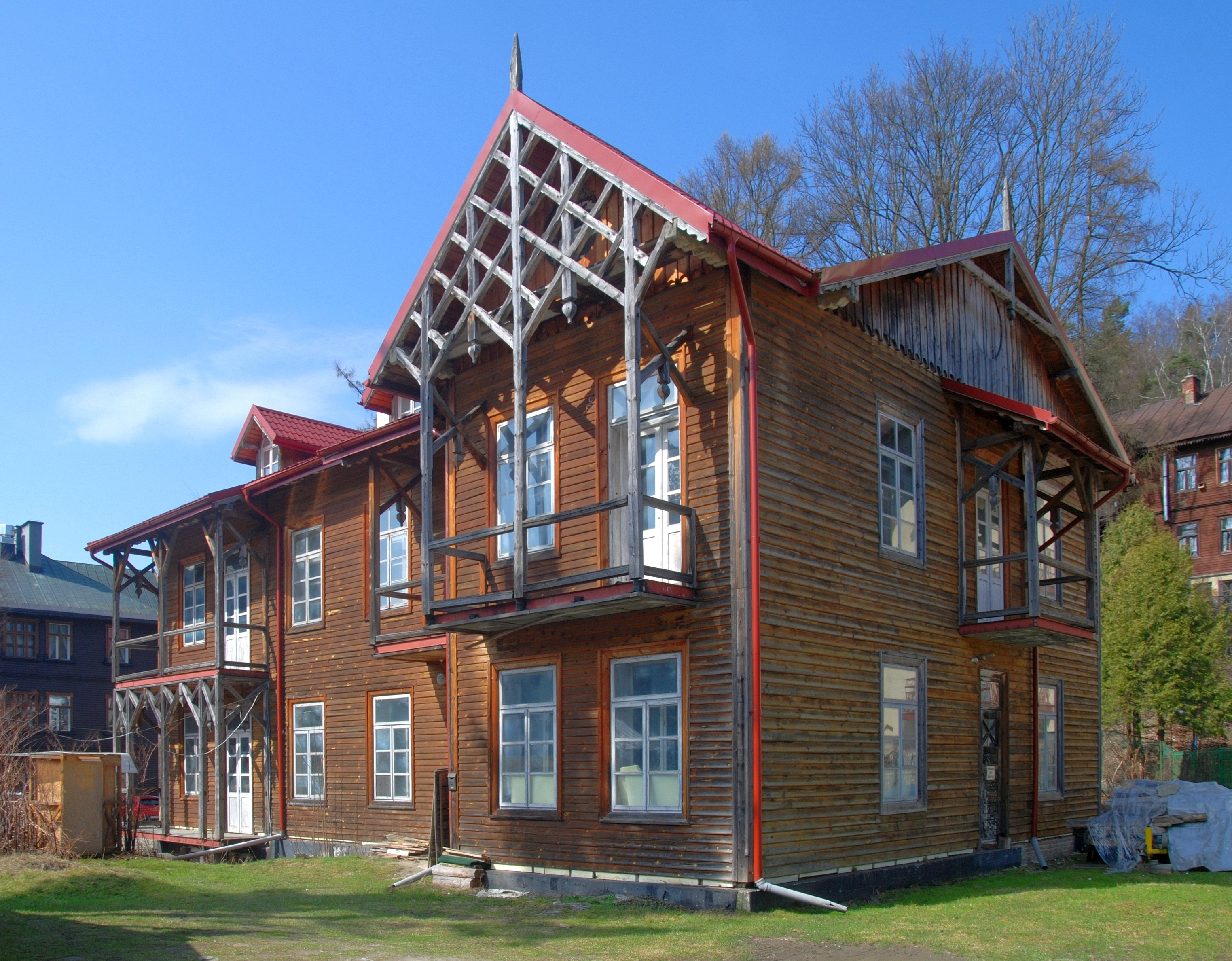
Willa Biały Orzeł

Inne zabytki uzdrowiska to Łazienki Borowinowe z 1881 r., Stare Łazienki Mineralne z lat 1863–1966. W centralnej części deptaku stoi neorenesansowy Stary Dom Zdrojowy z 1889 r. (z zachowaną oryginalną salą balową), w którym mieściła się pijalnia wody „Mieczysław”, która w 2007 r. została wyremontowana i ponownie otwarta.
Na tyłach tego domu, w sąsiedztwie potoku Kryniczanki przy Bulwarach Dietla, wzniesione zostały wille. To szereg jednych z najstarszych zachowanych – często drewnianych zabudowań willowych dla kuracjuszy przy wizytowej arterii miasta. „Biała Róża” z 1856 r., „Biały Orzeł” z 1857 r., „Kosynier”, „Wisła” i „Węgierska Korona” z 1880 r., „Witoldówka”, „Małopolanka” z 1898 r. W jednej z nich, o nazwie „Romanówka”, od 1995 r. mieści się Muzeum Nikifora, właściwie Epifaniusza Drowniaka (1895–1968), krynickiego malarza prymitywisty, pochodzenia łemkowskiego o światowej sławie, nazywanego również Matejką Krynicy.

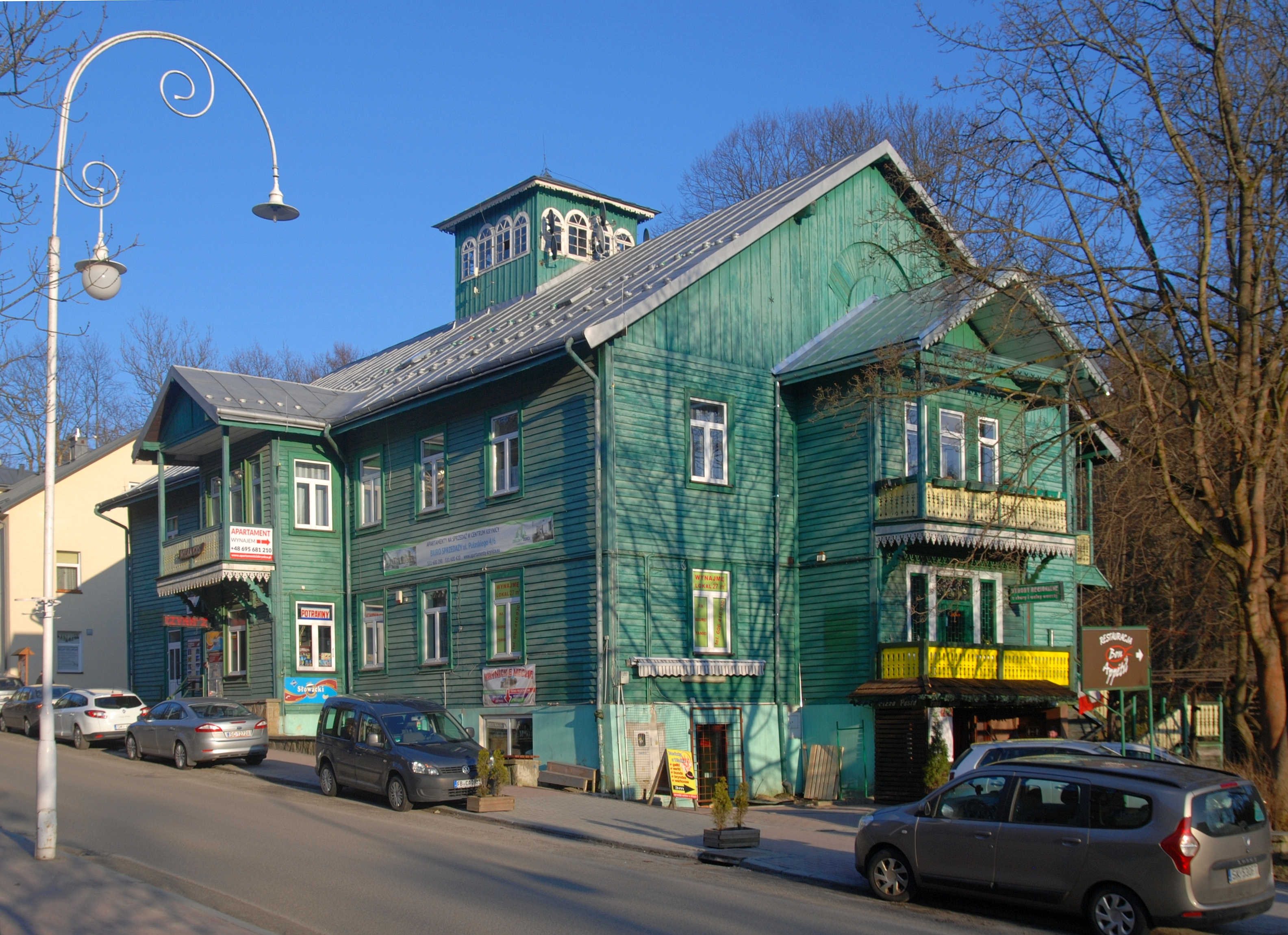
Willa Cis
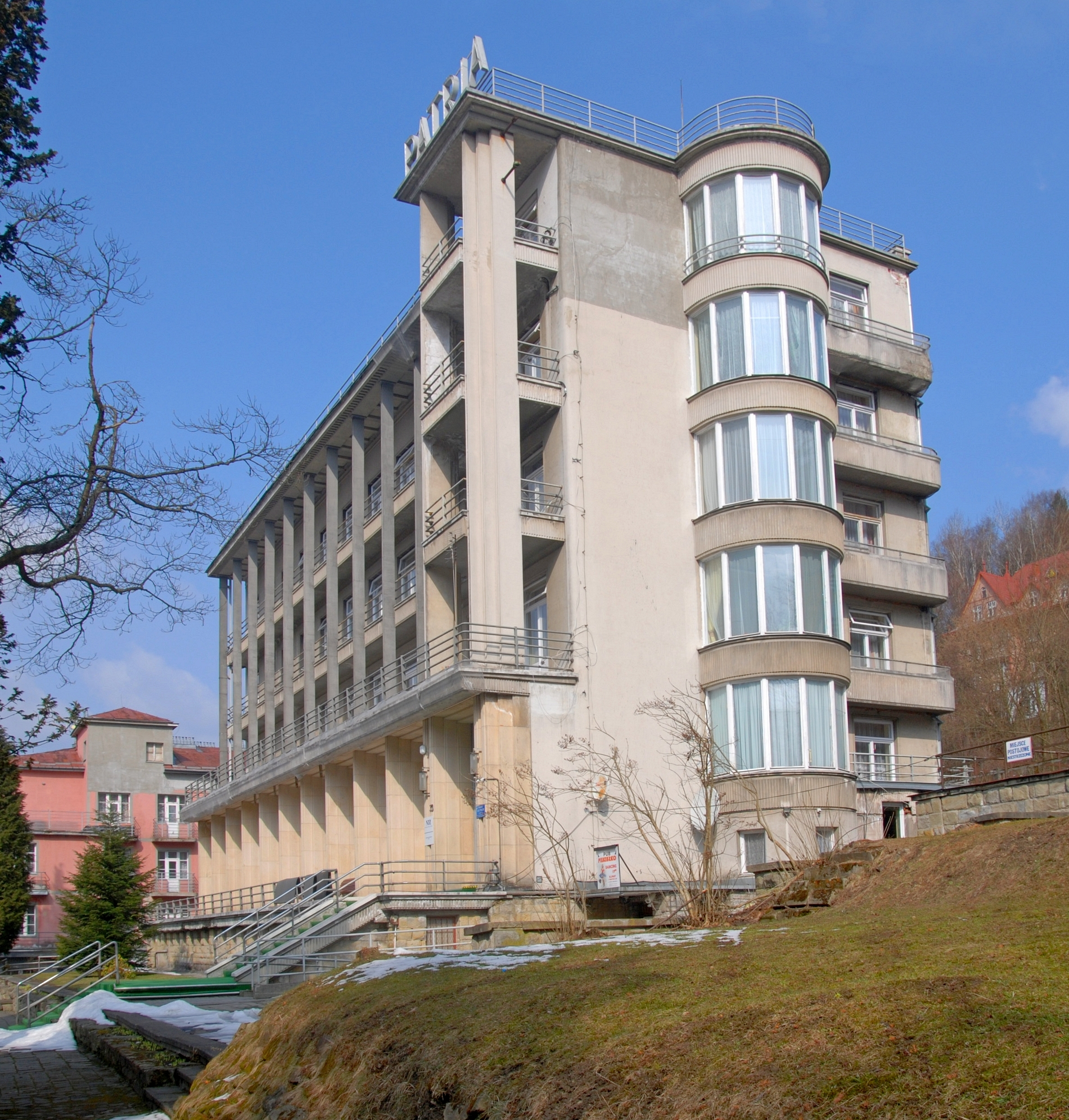
Sanatorium Patria
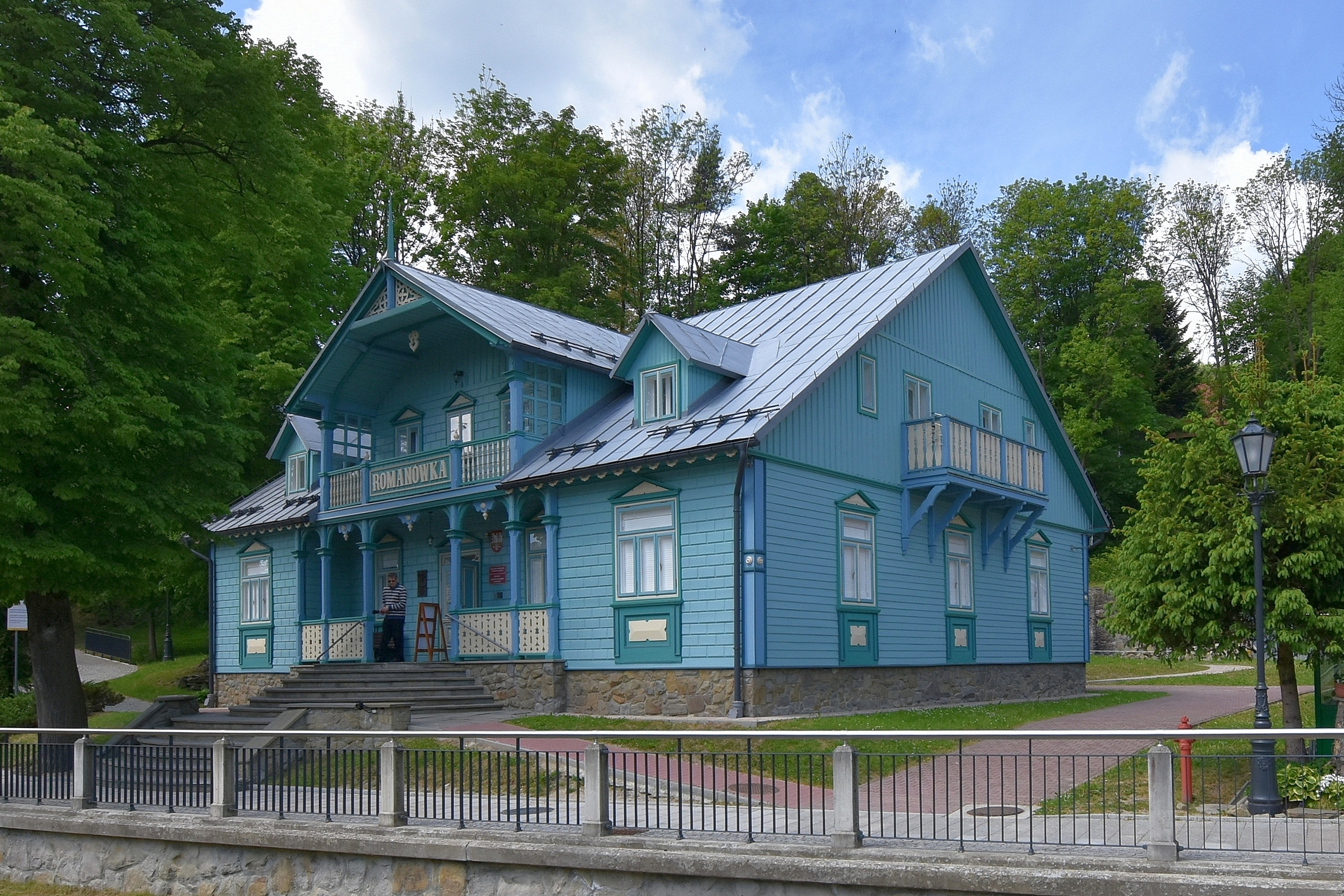
Willa Romanówka

Obok Pijalni Głównej stoi muszla koncertowa z okresu międzywojennego, na miejscu Pawilonu orkiestry uzdrowiskowej. W muszli wmurowana tablica pamiątkowa ku czci związanego z Krynicą Jana Kiepury (1902–1966). W 1932 r. za pieniądze zarobione na scenach świata wybudował w Krynicy-Zdroju według projektu Bohdana Pniewskiego kosztujący trzy miliony dolarów USA luksusowy modernistyczny hotel (po wojnie zwany sanatorium, aktualnie zabytek) „Patria” – miejsce kręcenia kilku filmów pod koniec lat 30. XX w. (m.in. film Książątko z 1937 r.). W „Patrii” zachował się oryginalny wystrój, w tym elementy marmurowe i alabastrowe, drzwi obrotowe, winda z lat 30. XX w., taras wypoczynkowy na dachu. Przed wojną do hotelu należał też basen i kort tenisowy. Dach hotelu „Patria” był zwieńczony ogromnym stalowym masztem, na którym wywieszano polską flagę z okazji świąt narodowych. Maszt usunięto w czasie II wojny światowej. Obok muszli koncertowej stoi modernistyczny Nowy Dom Zdrojowy (sanatorium) autorstwa prof. Witolda Minkiewicza z 1939 r. z zachowanym wystrojem charakterystycznym dla luksusowej architektury funkcjonalistycznej lat 30. XX w. (marmury, stal chromowana, egzotyczne gatunki drewna, duże przeszklenia, fontanna nawiązująca do awangardowej rzeźby polskiej lat 30. XX w., taras na dachu, a także amfiteatr koncertowy umieszczony przy tylnej elewacji – nieużywany od dawna, zaprojektowany raczej do kameralnych występów), w pobliżu pomnik Adama Mickiewicza z 1906 r. W Krynicy przy ul. Piłsudskiego znajduje się pomnik ku czci Wojska Polskiego z inskrypcją „Obrońcom Zwycięzcom”. Jest uznawany za niesztampowy i oryginalny przykład nowoczesnej rzeźby. Pomnik stworzył w 1985 r. profesor Bronisław Chromy z okazji 40. rocznicy zakończenia II wojny światowej.
W położonym u wylotu krynickiego deptaka i u zbiegu trzech głównych ulic – Zdrojowej, Pułaskiego i Piłsudskiego – parku im. Mieczysława Dukieta (tzw. Planty) znajduje się, obok fontanny określanej od stu dysz „setką”, replika kamiennej jamniczki (lokalnie zwanej „jamniorem”), która uchodziła za symbol Krynicy i stanowiła przez kilka dekad cel odwiedzin zarówno turystów, jak i mieszkańców. Oryginał rzeźby, o nieustalonym autorstwie i czasie pochodzenia, zaginął w rezultacie przebudowy parku z lat 2018–2019. Remont parku został zaplanowany w ramach wartego 29,6 mln zł (w tym dofinansowanie z UE 22,2 mln zł) projektu Kurort Krynica kosztem 9 mln zł (6 mln zł ze środków UE). Rozpoczął się w czerwcu 2018 decyzją burmistrza Krynicy w latach 2010–2018, Dariusza Reśki i zakończył na początku sierpnia 2019, już za kadencji kolejnego burmistrza, Piotra Ryby (2018–2024). Reśko odmówił rozmów z prasą po przegranych w listopadzie 2018 wyborach uzasadniając to odejściem z polityki, po czym objął w styczniu 2019 nadzór nad inwestycjami w rozwój gminy Piwniczna-Zdrój jako jej wiceburmistrz. Ryba zarzucił poprzednikowi w kwietniu 2019 popełnienie przestępstwa przy pozyskiwaniu dotacji. W odpowiedzi na interpelacje mieszkańców rzecznik firmy Park-M, wykonawcy prac w parku Dukieta, oświadczył w sierpniu 2019, że rzeźba jamniczki została przekazana do Zakładu Gospodarki Komunalnej wraz z innymi zdemontowanymi elementami wyposażenia parku, natomiast nowy dyrektor miejskiego Wydziału Gospodarki Komunalnej i Ochrony Środowiska Tomasz Demkowicz stwierdził, że nie została w magazynie odnaleziona. Właściciel miejscowego pensjonatu wysunął wówczas pomysł ustawienia repliki na koszt sprawcy jej zaginięcia lub prywatnych sponsorów, a Demkowicz zadeklarował w 2020 odtworzenie zaginionej rzeźby. Sprawa została podjęta na nowo w wyniku interwencji mieszkańców w kwietniu 2021. Staraniem burmistrza Ryby replika trafiła do parku Dukieta w kwietniu 2023. Do przywrócenia rzeźby wymagana była zgoda konserwatora zabytków.

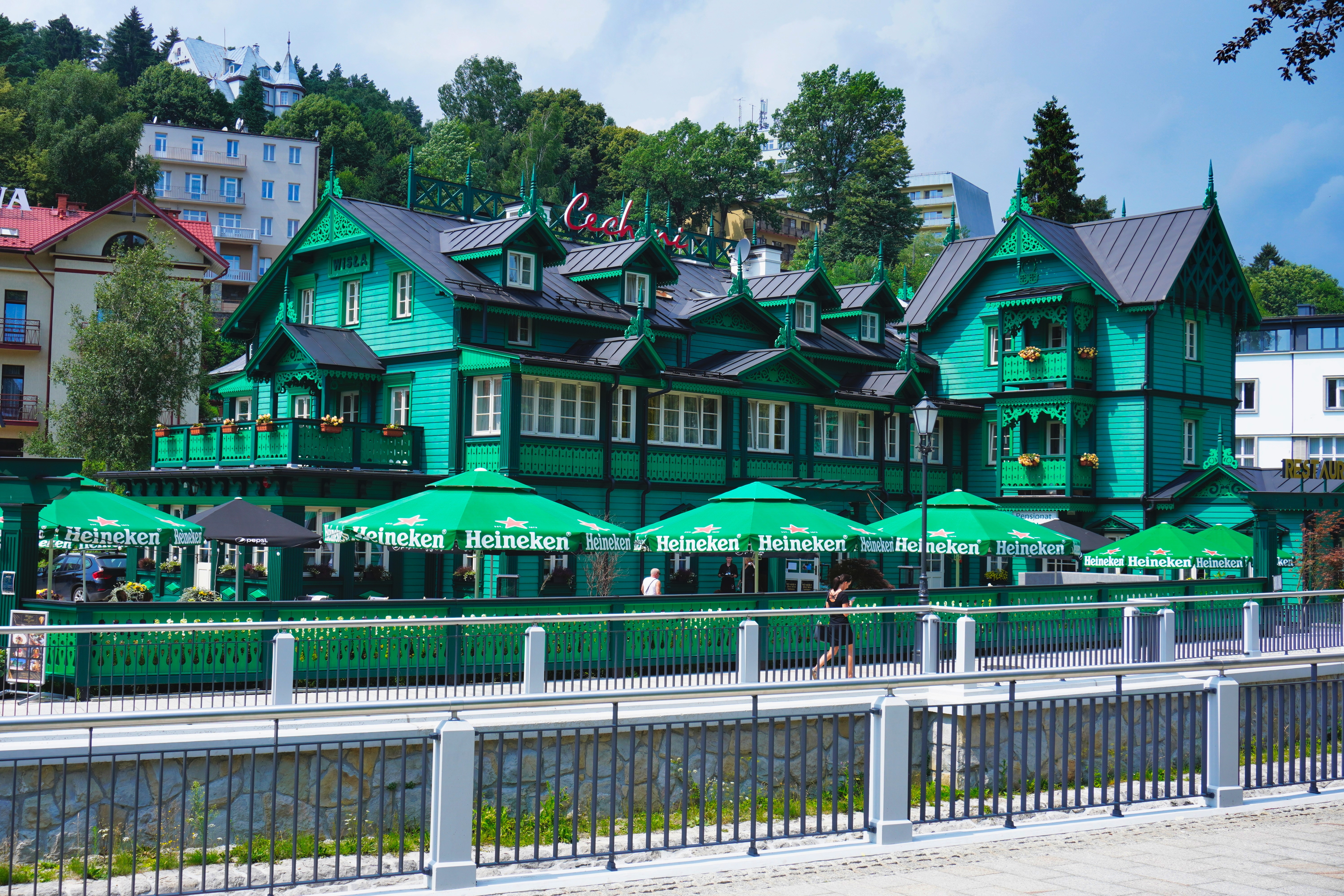
Pensjonat Wisła
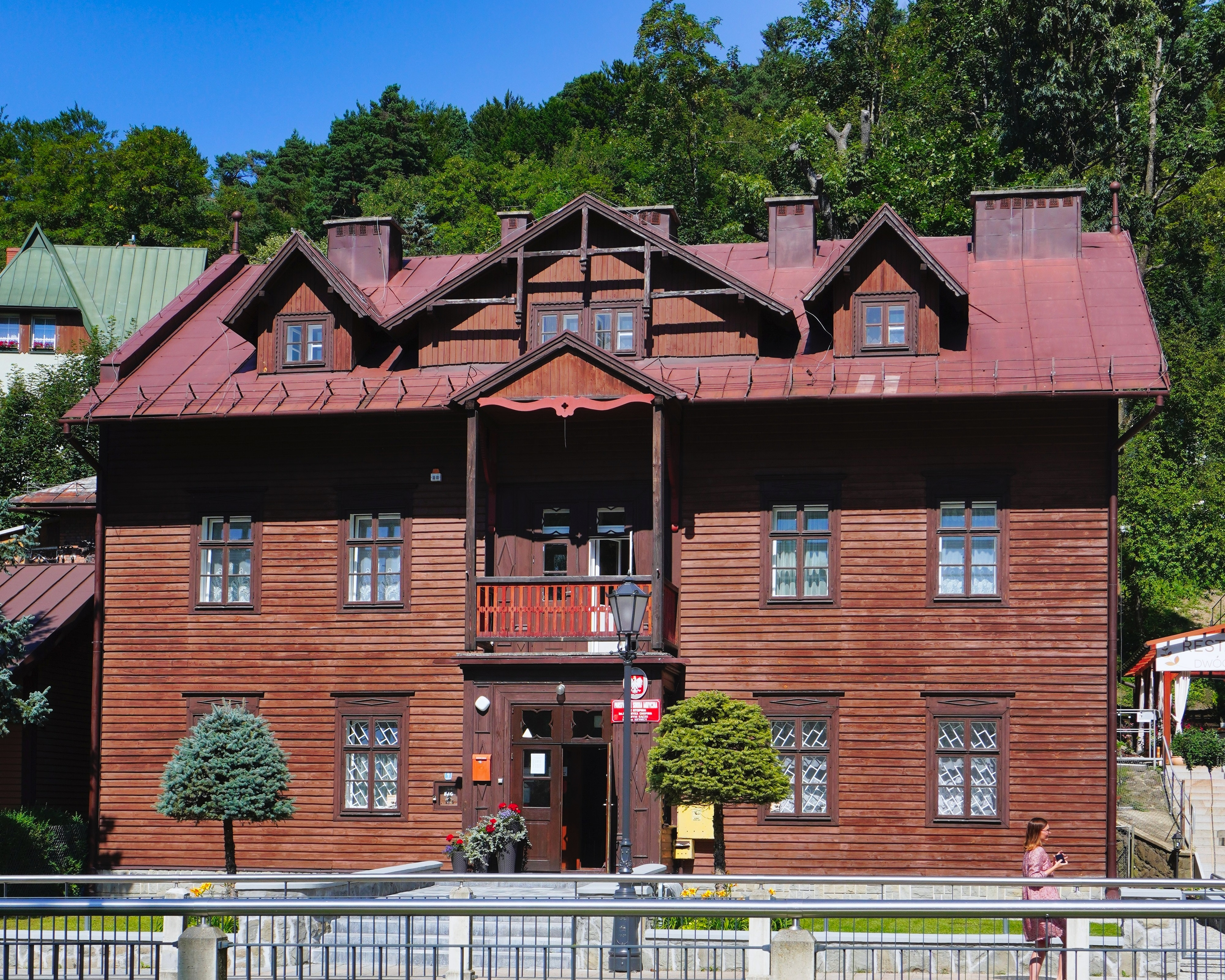
Willa Kosynier
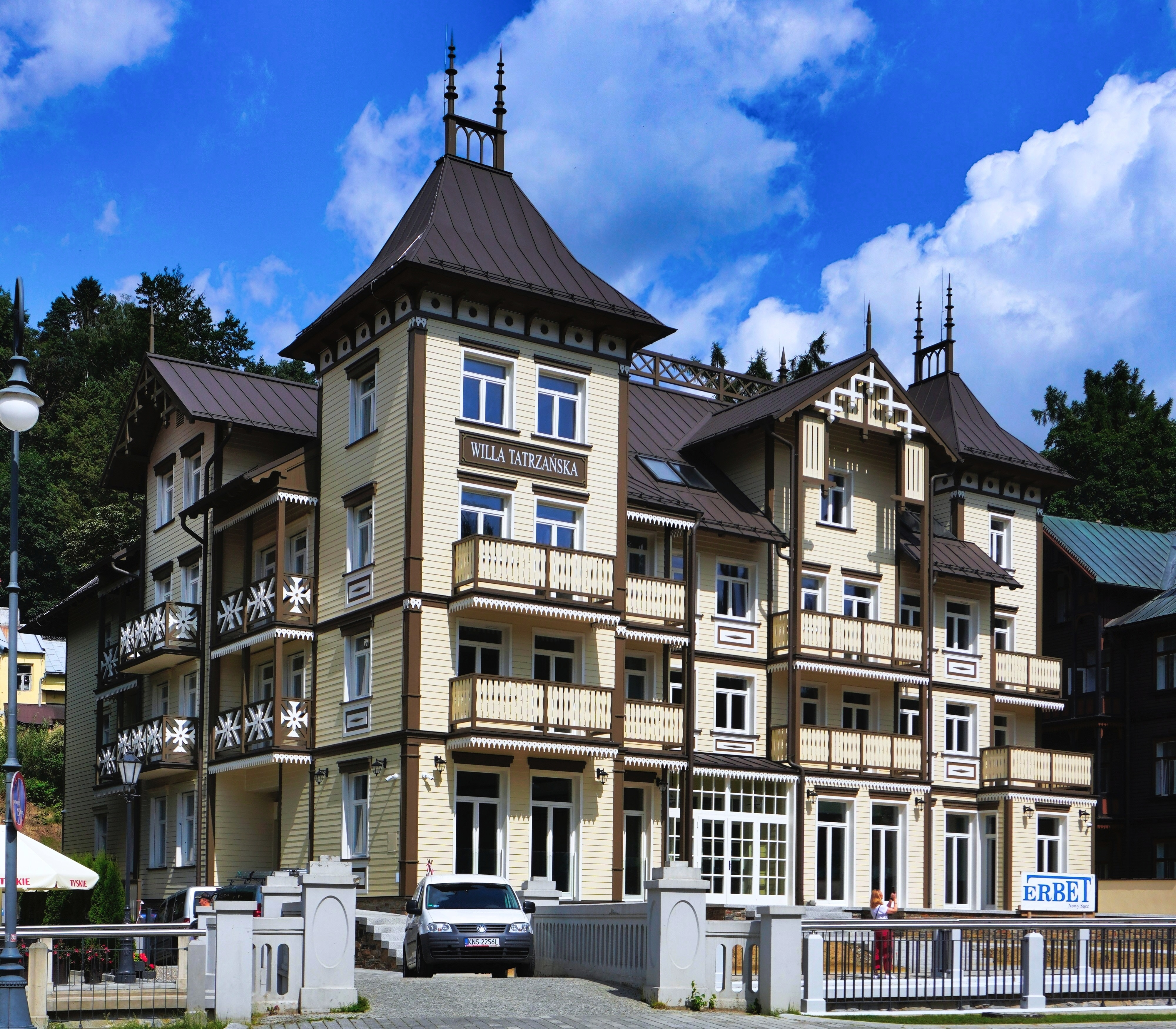
Willa Tatrzańska

W Krynicy znajduje się drewniany kościół Przemienienia Pańskiego z 1864 r., kościół Wniebowzięcia NMP, wzniesiony w latach 1887–1902 w stylu „renesansu włoskiego”, Nowe Łazienki Mineralne (1923–1926).
1 lipca 2008 r. w Krynicy przy ul. Kościuszki, z nieustalonych przyczyn zapalił się zabytkowy budynek Szczerbiec (w wyniku tego pożaru spaleniu uległo piętro i poddasze budynku). Ze względów bezpieczeństwa ruiny tego obiektu zostały rozebrane.
W Krynicy-Zdroju i jej najbliższej okolicy jest wytyczony Szlak Cerkwi Łemkowskich poświęcony budownictwu sakralnemu tych okolic, w przeszłości zamieszkanych głównie przez Łemków.

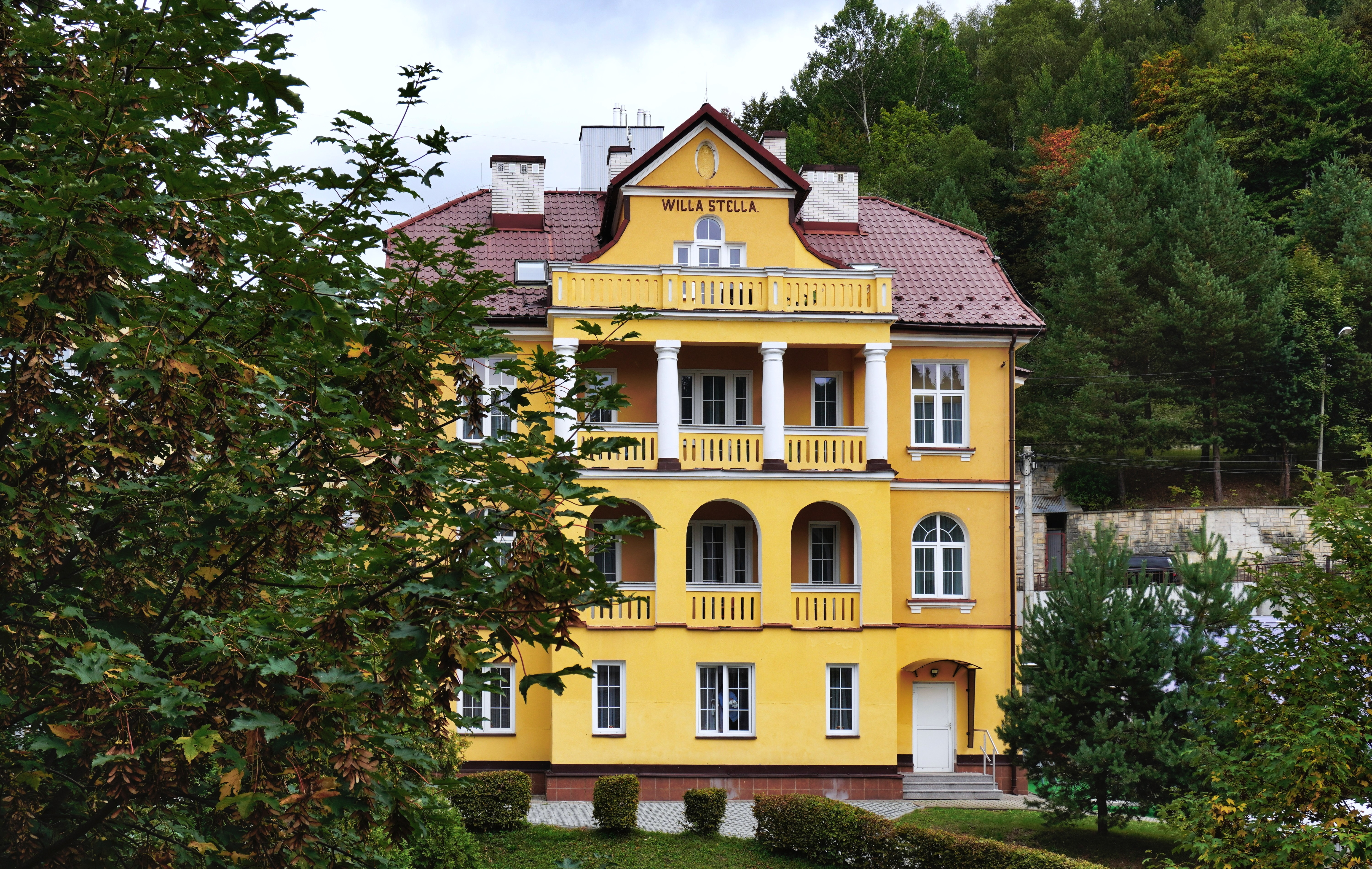
Willa Stella
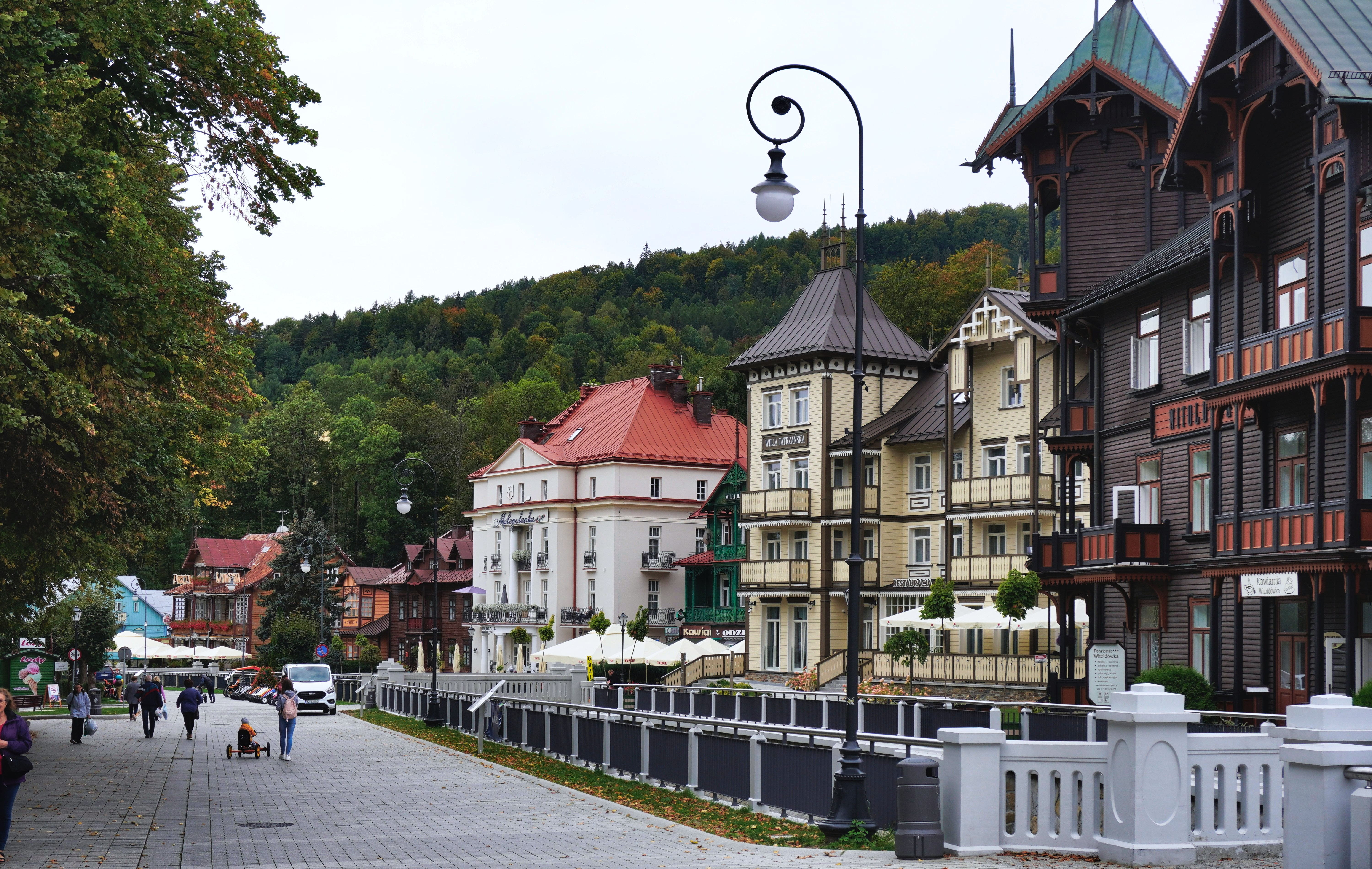
Bulwary Dietla
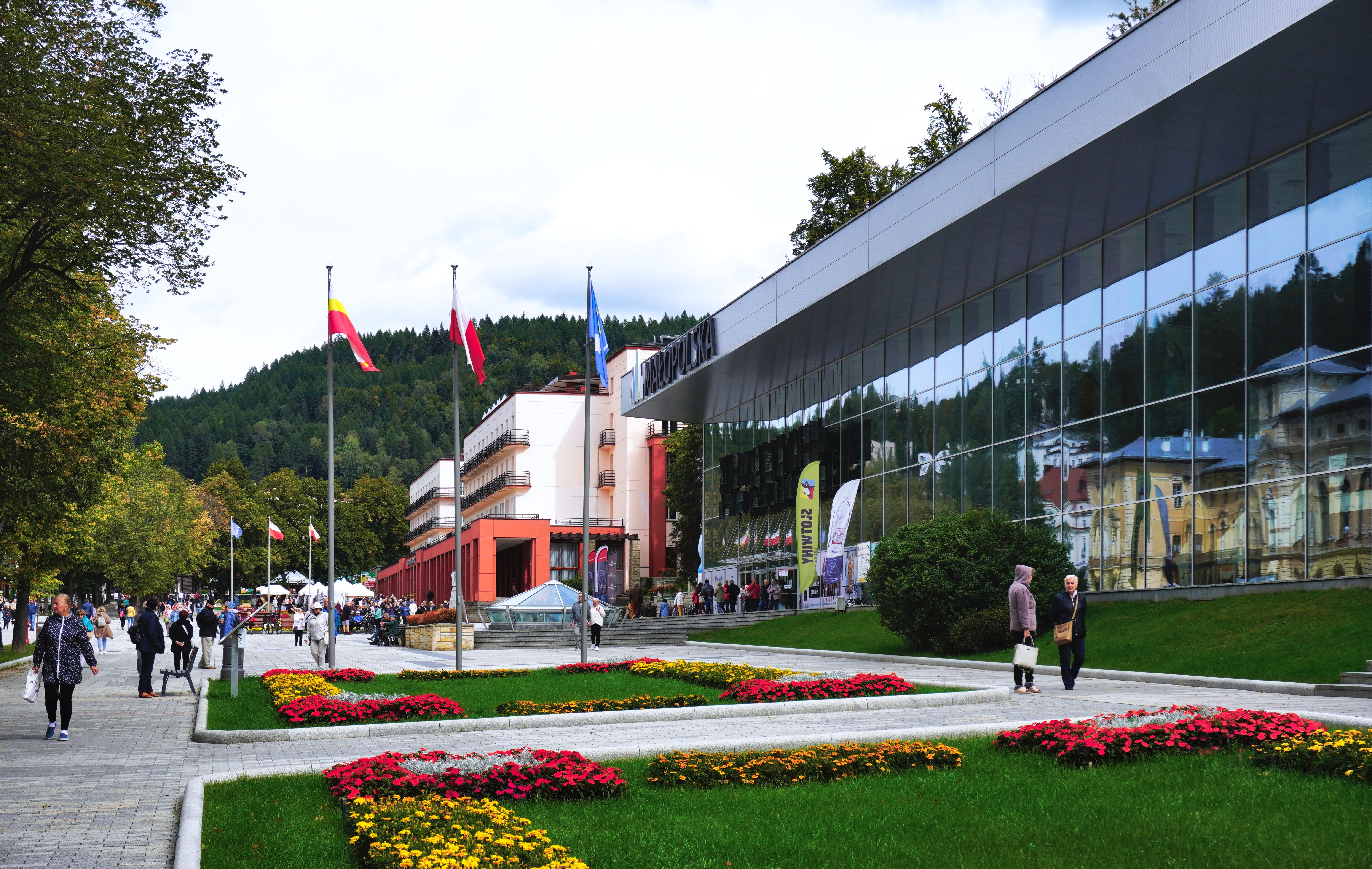
Deptak, Aleja Leona Nowotarskiego

## Gospodarka
Na terenie Krynicy-Zdroju operuje spółka Uzdrowisko Krynica-Żegiestów SA posiadająca zakład produkcyjny zajmujący się rozlewaniem miejscowych wód pod marką wody mineralnej „Kryniczanka” oraz Spółdzielnia Pracy „Postęp” – producent wody mineralnej „Muszynianka”.

## Transport
W Krynicy-Zdroju znajduje się stacja końcowa otwartej w 1911 roku linii kolejowej nr 105. Z Krynicy można dojechać pociągiem do Nowego Sącza, Tarnowa, Krakowa, Warszawy, Gdyni, Katowic, Wrocławia i innych miast. Kasa biletowa została zlikwidowana w 2010 r.
W Krynicy-Zdroju zbiegają się drogi wojewódzkie: 981 i 971. Przed 1 stycznia 2006 r. przez Krynicę-Zdrój przebiegała droga krajowa 75, jednak po tej dacie zmienił się jej przebieg od miejscowości Krzyżówka w stronę Słowacji.
W Krynicy-Zdroju istnieje całkowicie bezpłatna Komunikacja Uzdrowiskowa składająca się z czterech linii o numerach 1, 3, 4, 5. Linie, podobnie jak większość linii prywatnych, łączą kilka najważniejszych miejsc w Krynicy-Zdroju, m.in. osiedle Czarny Potok (stacja kolei gondolowej na Jaworzynę Krynicką), kompleks narciarski Słotwiny, centrum miasta oraz osiedle Muszynka. Obsługą zajmuje się PKS Nowy Sącz, wyłonione w drodze przetargu przez Urząd Miasta.
Krynica-Zdrój nie posiada własnego Przedsiębiorstwa Komunikacji Samochodowej, jednak ma dobre połączenia z większością dużych miast w Polsce. Do Krynicy-Zdroju przyjeżdżają autobusy m.in. z Katowic, Łodzi, Kielc, Krakowa, Nowego Sącza, Nysy, Rzeszowa, Warszawy czy Lublina. W sezonie letnim uruchamiane jest połączenie Krynica-Zdrój – Mielno.

## Kultura
Doroczną imprezą w Krynicy-Zdroju jest organizowany od 1967 r. Festiwal im. Jana Kiepury, którego twórcą i organizatorem pierwszych 15. edycji był Stefan Półchłopek, a od 1984 roku pod wieloletnią dyrekcją Bogusława Kaczyńskiego. Na dwa tygodnie, na przełomie sierpnia i września zjeżdża około 1000 solistów i artystów w tym teatry muzyczne, teatry rozrywki i pantomimy. Koncertu promenadowego na deptaku słucha około 20 000 osób. Koncerty odbywają się również w Pijalni Głównej, w sali koncertowej Starego Domu Zdrojowego, organizowany jest przegląd filmów z udziałem Kiepury. W sumie corocznie Festiwal ogląda na żywo około 60 000 osób. Na uwagę zasługuje także coroczny (organizowany w lutym) Międzynarodowy Festiwal Gitarowy.
Od 1990 r. we wrześniu odbywają się tu cykliczne spotkania polityków i przedsiębiorców z Europy Centralnej i Wschodniej pod nazwą „Forum Ekonomiczne”. Na forum w 2004 r. zaproszono gości z Europy Zachodniej i krajów arabskich.
W Krynicy-Zdroju istnieje i funkcjonuje kilka muzeów. Jednym z nich jest otwarte w 1994 r. przy Bulwarach Dietla Muzeum Nikifora.
W maju 2022 roku została podpisana umowa z Sosnowcem, miastem rodzinnym Jana Kiepury o współpracy, szczególnie w zakresie kultury i sportu.

## Wspólnoty wyznaniowe
Na terenie miasta działalność religijną prowadzą następujące Kościoły i związki wyznaniowe:
- Kościół rzymskokatolicki:
  - parafia św. Antoniego Padewskiego[28]
  - parafia Najświętszego Serca Pana Jezusa[28]
  - parafia Matki Bożej Nieustającej Pomocy[28]
  - parafia Wniebowzięcia NMP[28]

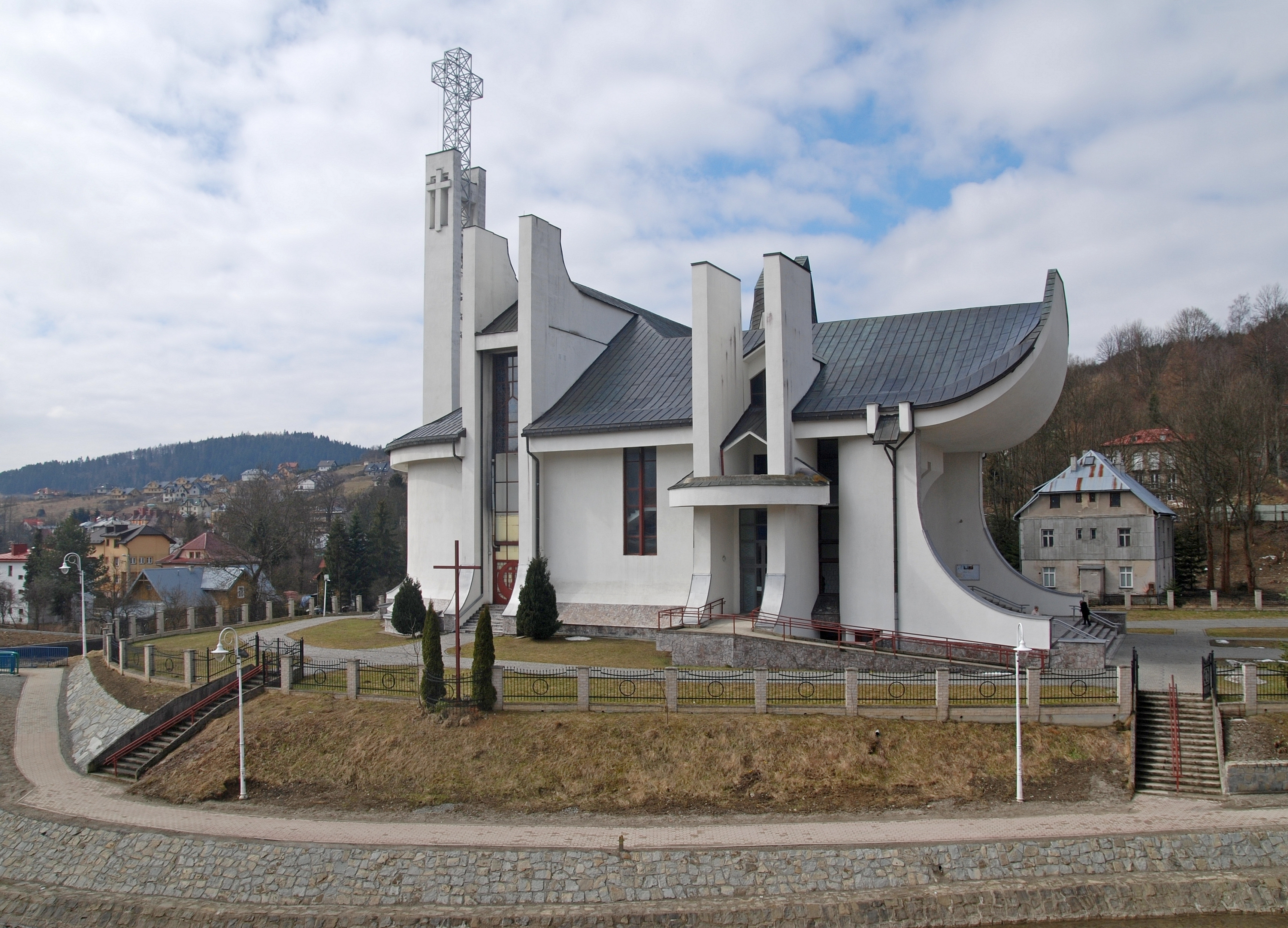
Kościół św. Antoniego Padewskiego
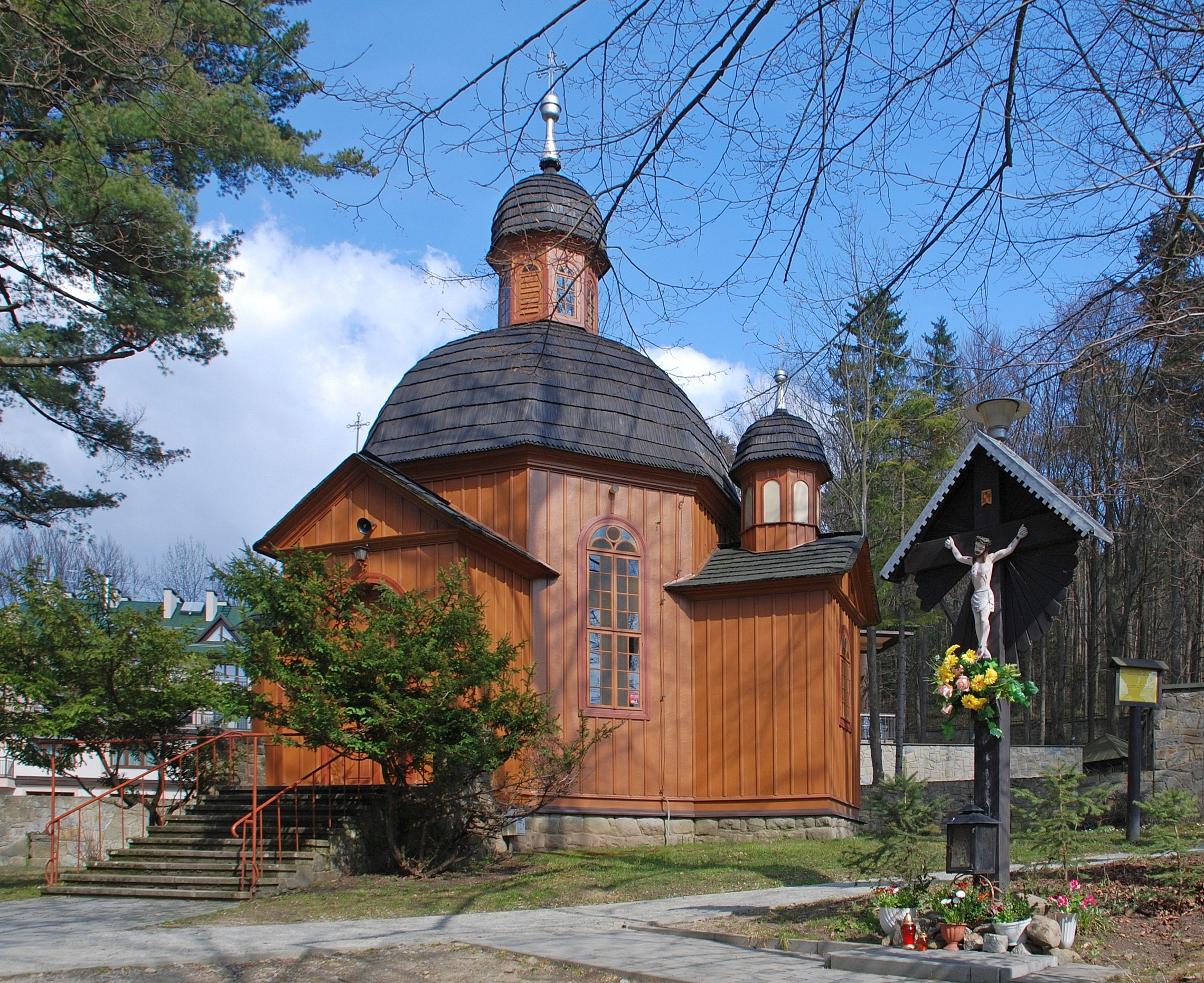
Kaplica zdrojowa
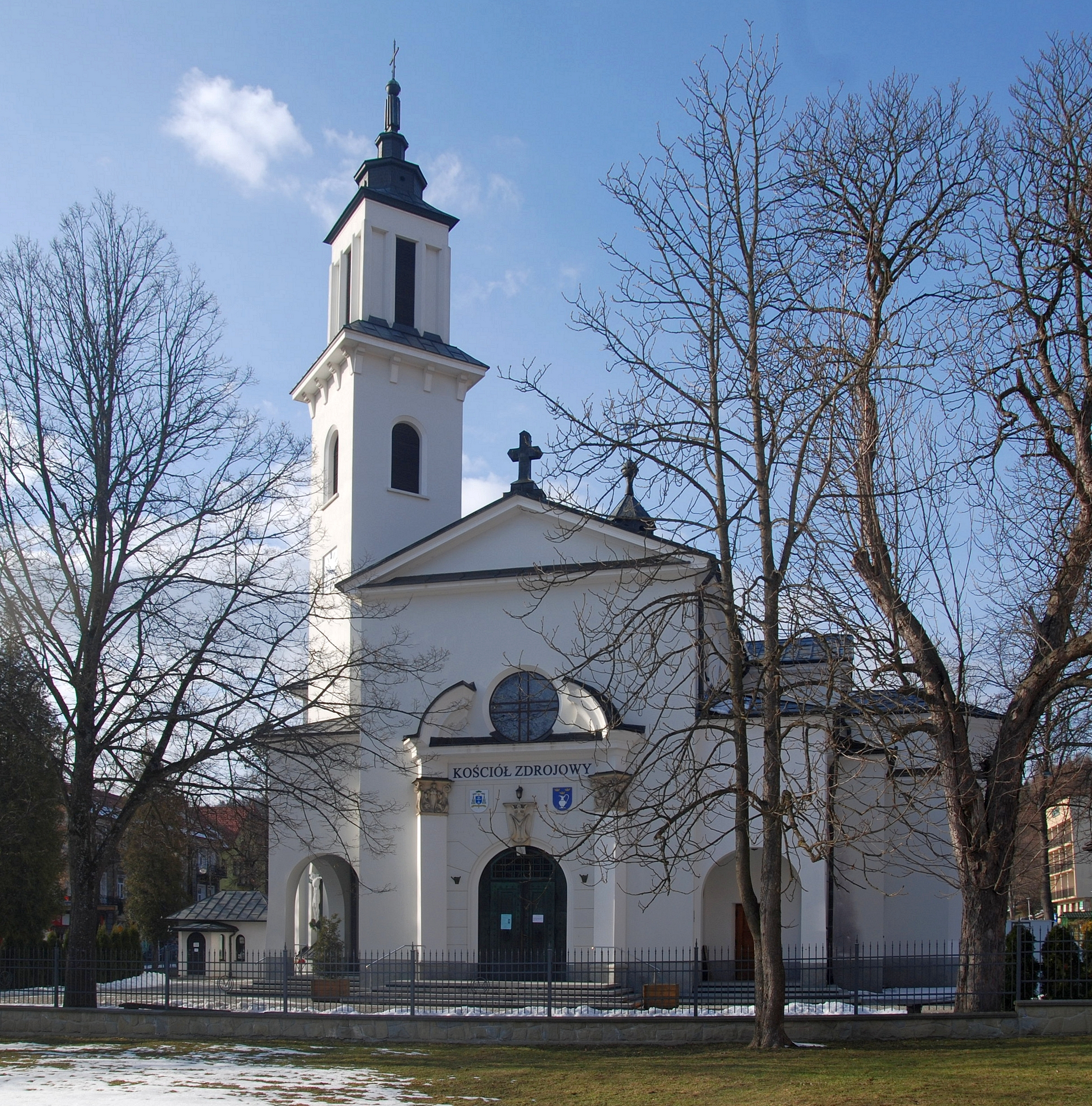
Kościół Wniebowzięcia NMP

- Kościół greckokatolicki:
  - parafia św. Apostołów Piotra i Pawła[29]
- Polski Autokefaliczny Kościół Prawosławny:
  - parafia św. Włodzimierza Wielkiego[30]
- Świadkowie Jehowy:
  - zbór Krynica (Sala Królestwa Powroźnik 100E)[31]

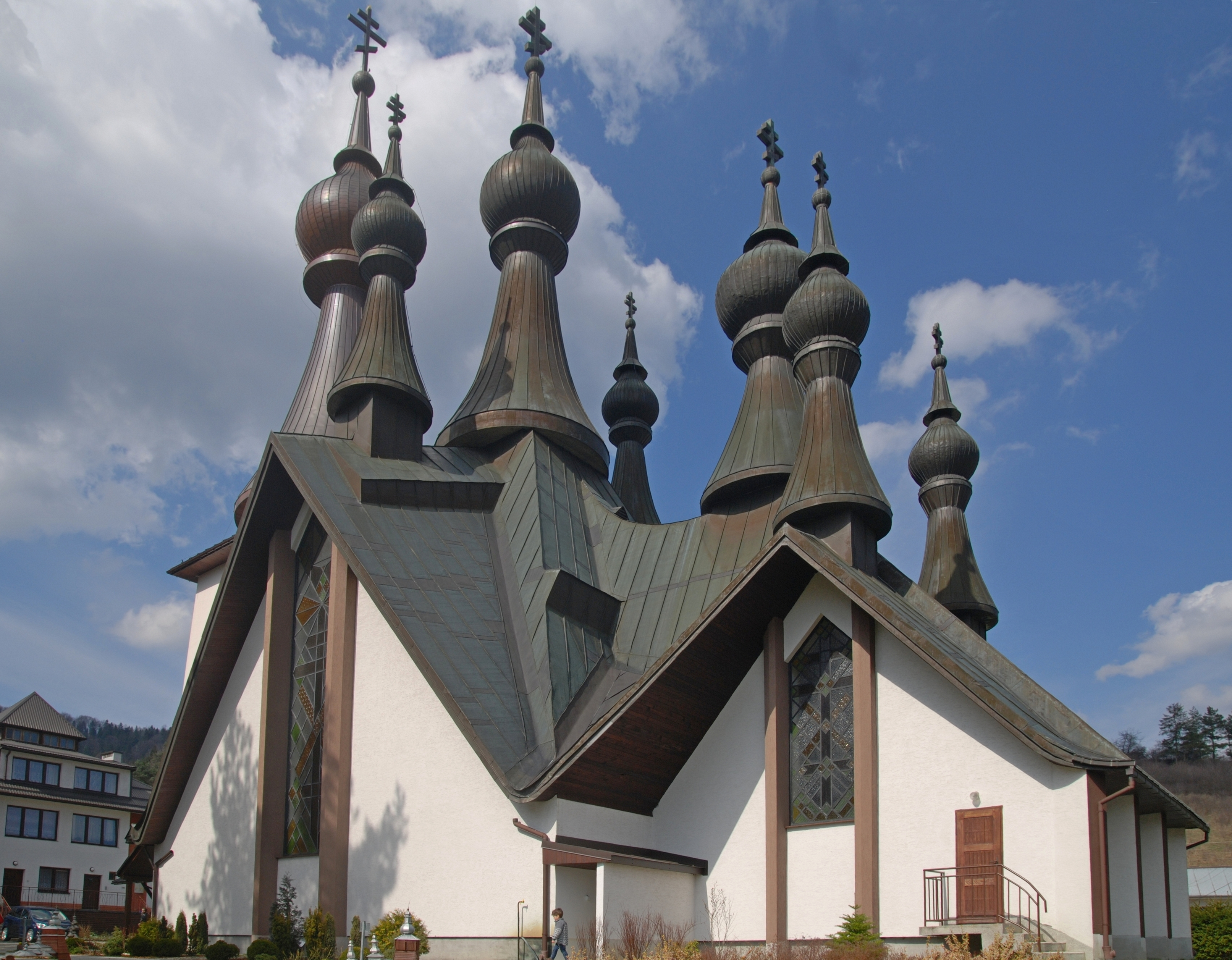
Cerkiew prawosławna św. Włodzimierza Wielkiego
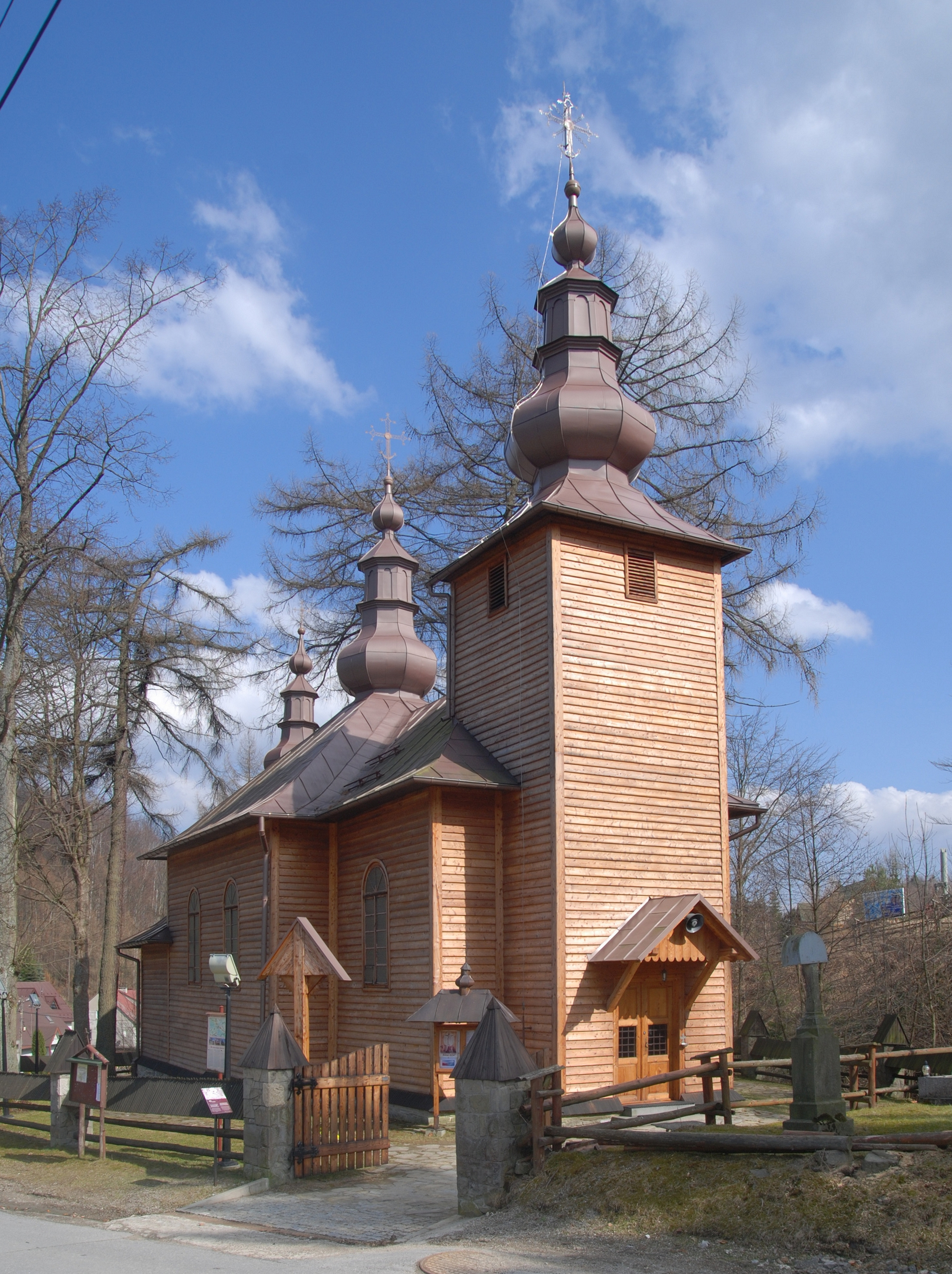
Dawna cerkiew w Słotwinach
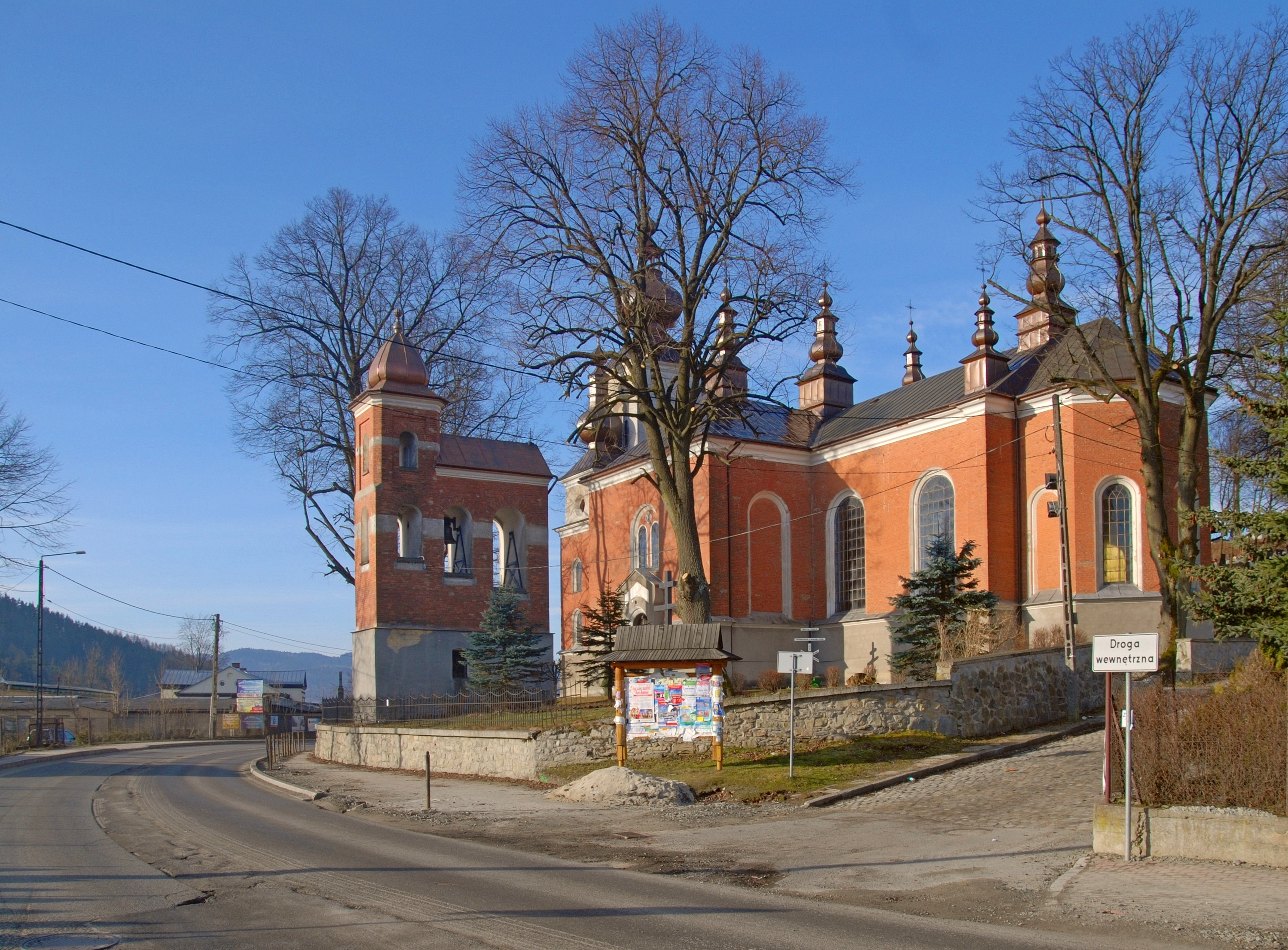
Cerkiew greckokatolicka Świętych Apostołów Piotra i Pawła

- Kościół Chrześcijan Baptystów:
  - zbór w Krynicy Zdroju, ul. Polna 9[32]
- Kościół Zielonoświątkowy:
  - zbór „Zdrój Wody Żywej”, ul. Kraszewskiego 37[33]

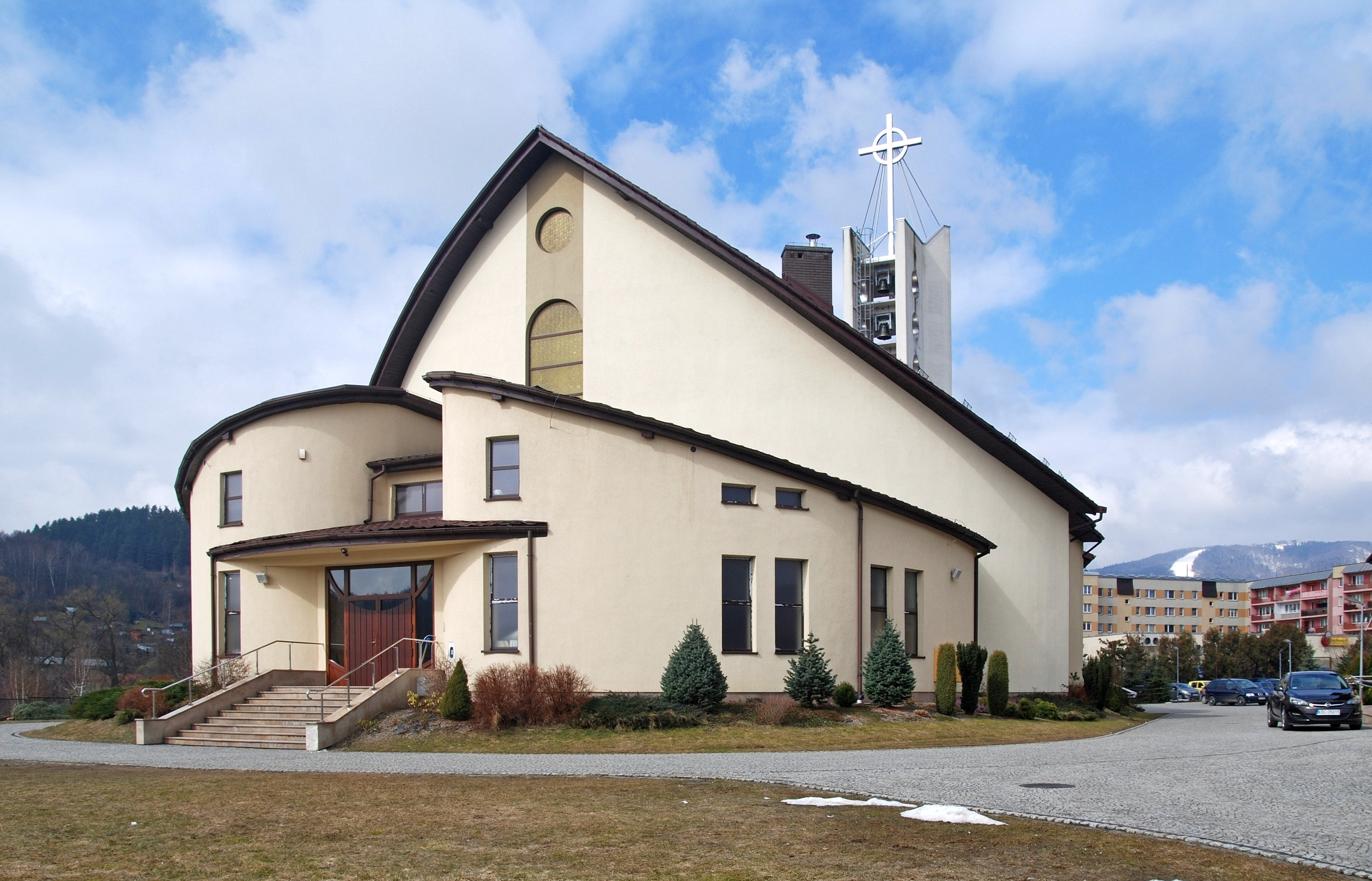
Kościół Matki Bożej Nieustającej Pomocy
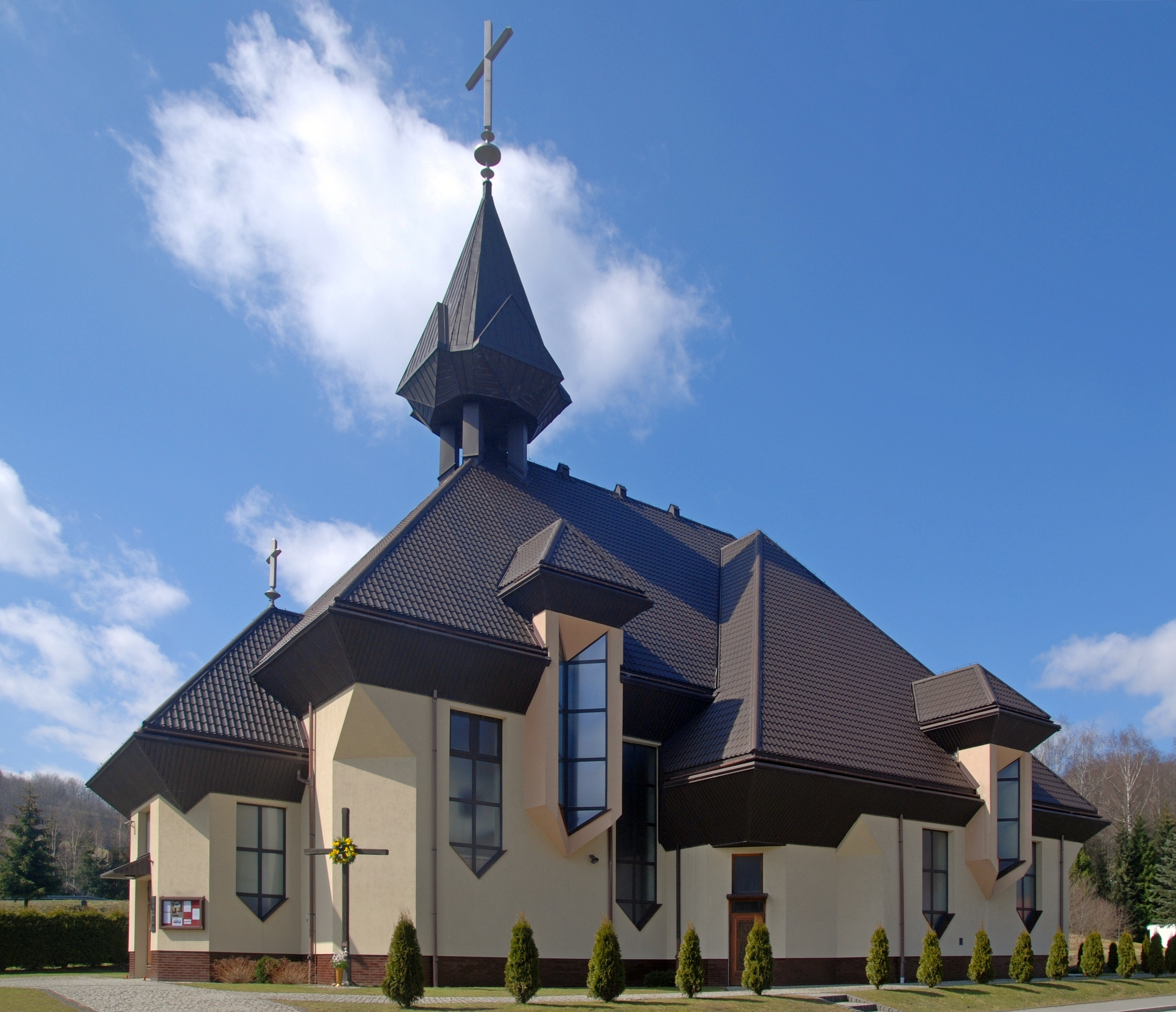
Kościół Najświętszego Serca Pana Jezusa
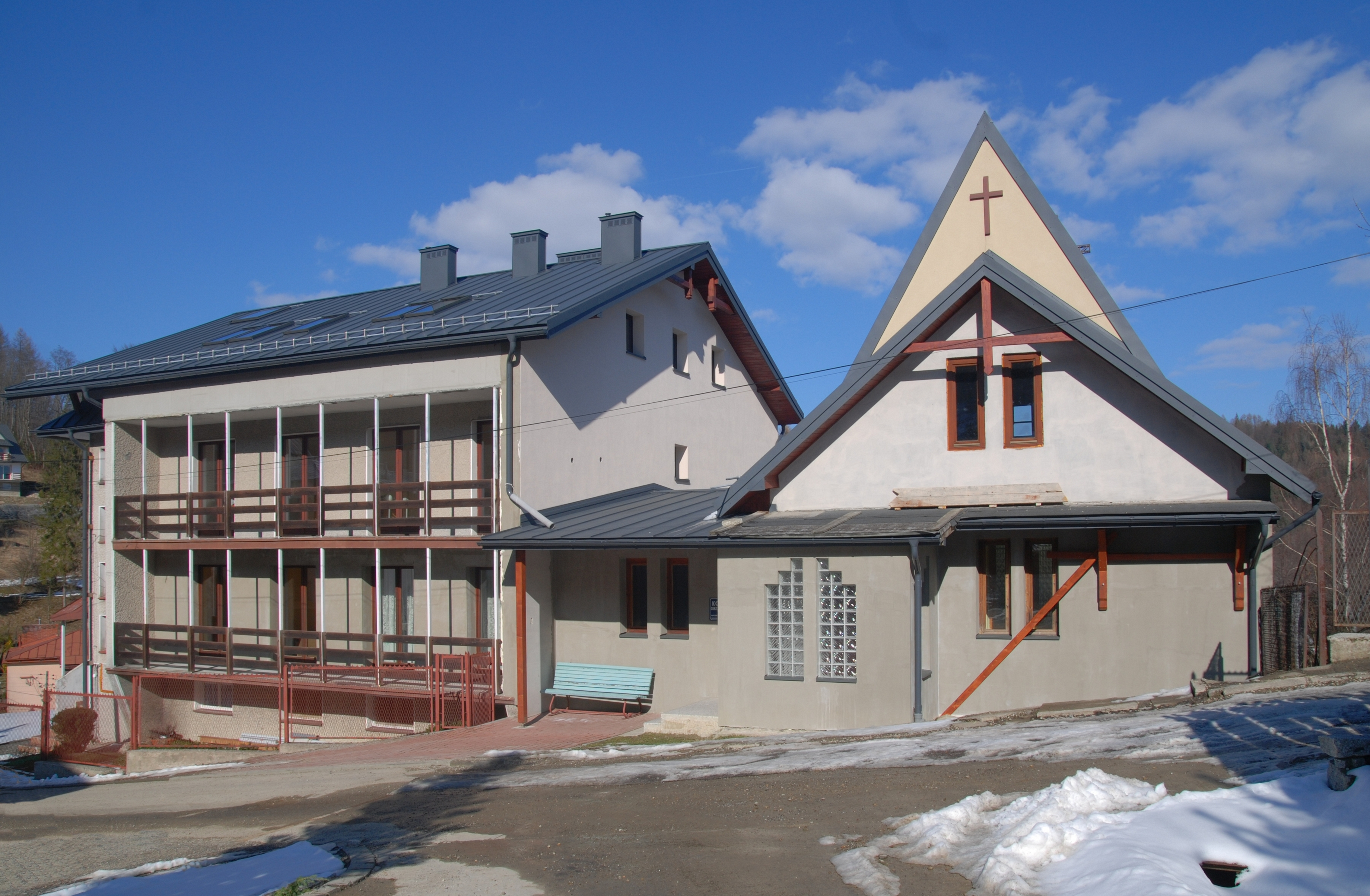
Kościół Chrześcijan Baptystów

## Bezpieczeństwo
Krynica Zdrój posiada własny szpital. Jest to Szpital Miejski im. Józefa Dietla. Posiada on szpitalny Oddział Ratunkowy, poradnie i oddziały:
- Izba Przyjęć
- Laboratorium analityczne
- Zespół Poradni przyszpitalnej oraz nocnej i całodobowej opieki medycznej w święta
- Pracownie Medyczne RTG itp.
- Blok Operacyjny
- Oddział Ginekologiczno-położniczy
- Oddział Anestezjologii i intensywnej terapii
- Oddział Pediatryczny
- Oddział Chorób wewnętrznych
- Oddział Chirurgii ogólnej
- Oddział Chirurgii Urazowo-ortopedyczna
- Oddział Chirurgii wewnętrznej
- Prosektorium.

W Krynicy stacjonują karetki sądeckiego pogotowia ratunkowego w tzw. podstacji dwa zespoły S I P.
Krynica Zdrój posiada Komisariat Policji i Straż Miejską.
W Krynicy swoją siedzibę posiada Górskie Ochotnicze Pogotowie Ratunkowe, jest to stacja regionalna Grupy Krynickiej GOPR.
Krynica Zdrój posiada 1 jednostkę ochrony przeciwpożarowej. Jest to utworzona 1 lipca 1992 r. Jednostka Ratowniczo-Gaśnicza Państwowej Straży Pożarnej w Krynicy Zdrój, specjalizuje się w ratownictwie wysokościowym.

Sprzęt:
- 343 K 90 – SLRr Suzuki Grand Vitara
- 343 K 21 – GBARt 2,5/16 Mercedes Benz Atego
- 343 K 22 – GBARwys 2,5/24 Mercedes Benz Atego
- 343 K 25 – GCBA 8/50 Renault Kerax 6x6
- 343 K 53 – SHD 25 Man TGL
- 343 K 71 – SLRWys Ford Ranger 4x4
- 343-P1 – Przyczepa z zespołem pompowym
- 343-P2 – Przyczepa z quadem

## Sport i turystyka
Krynica-Zdrój to ośrodek turystyczny. Miasto jest jednym z największych polskich ośrodków sportów zimowych. Narciarstwo uprawiać można na stokach w Krynicy-Słotwinach i na Jaworzynie (1114 m n.p.m.), gdzie funkcjonuje stacja narciarska. Blisko jest też ośrodek Dwie Doliny Muszyna – Wierchomla, gdzie mieści się najdłuższy w Polsce wyciąg krzesełkowy, a od 2008 r. atrakcją jest połączenie Wierchomli i Muszyny systemem 10 wyciągów narciarskich. W ostatnich latach powstał projekt połączenia systemem wyciągów całej okolicy – siedmiu dolin, czyli terenu od Wierchomli Małej, poprzez Krynicę aż do Doliny Roztoki.
Krynica-Zdrój ma długie tradycje uprawiania hokeja na lodzie – od 1928 r. istnieje tu klub KTH Krynica (Krynickie Towarzystwo Hokejowe). Odbywają się międzynarodowe turnieje EIHC. W 1931 r. rozegrane zostały tutaj Mistrzostwa Świata w Hokeju na Lodzie – były one jednocześnie mistrzostwami Europy. W championacie światowym zwyciężyła Kanada, która była reprezentowana przez drużynę Uniwersytetu Manitoba, a reprezentacja Polski zajęła czwarte miejsce. W klasyfikacji Mistrzostw Europy najlepsza okazała się Austria (3. miejsce w Mistrzostwach Świata), a Polska zdobyła tytuł wicemistrzowski.

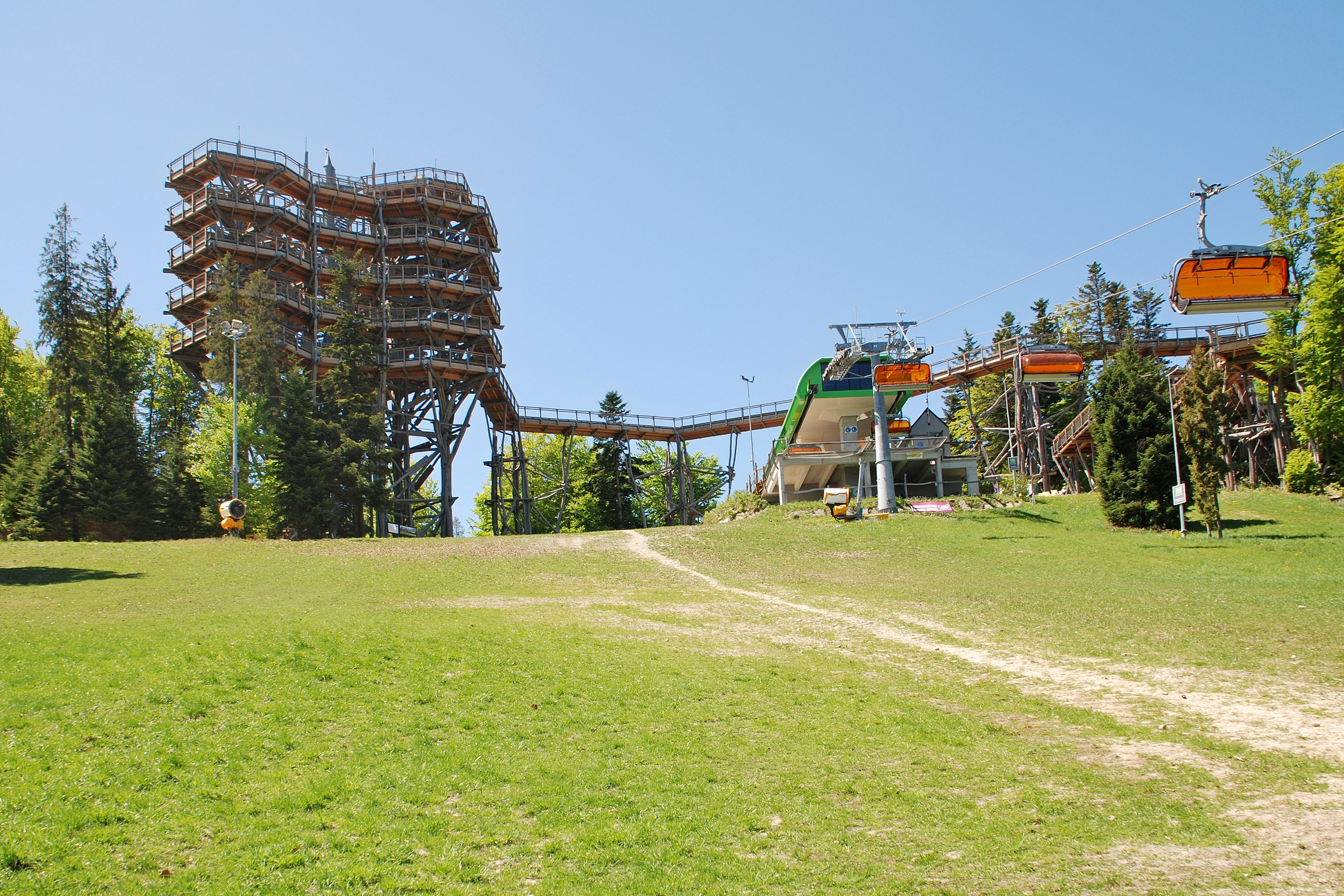
Wieża widokowa w Krynicy-Zdroju
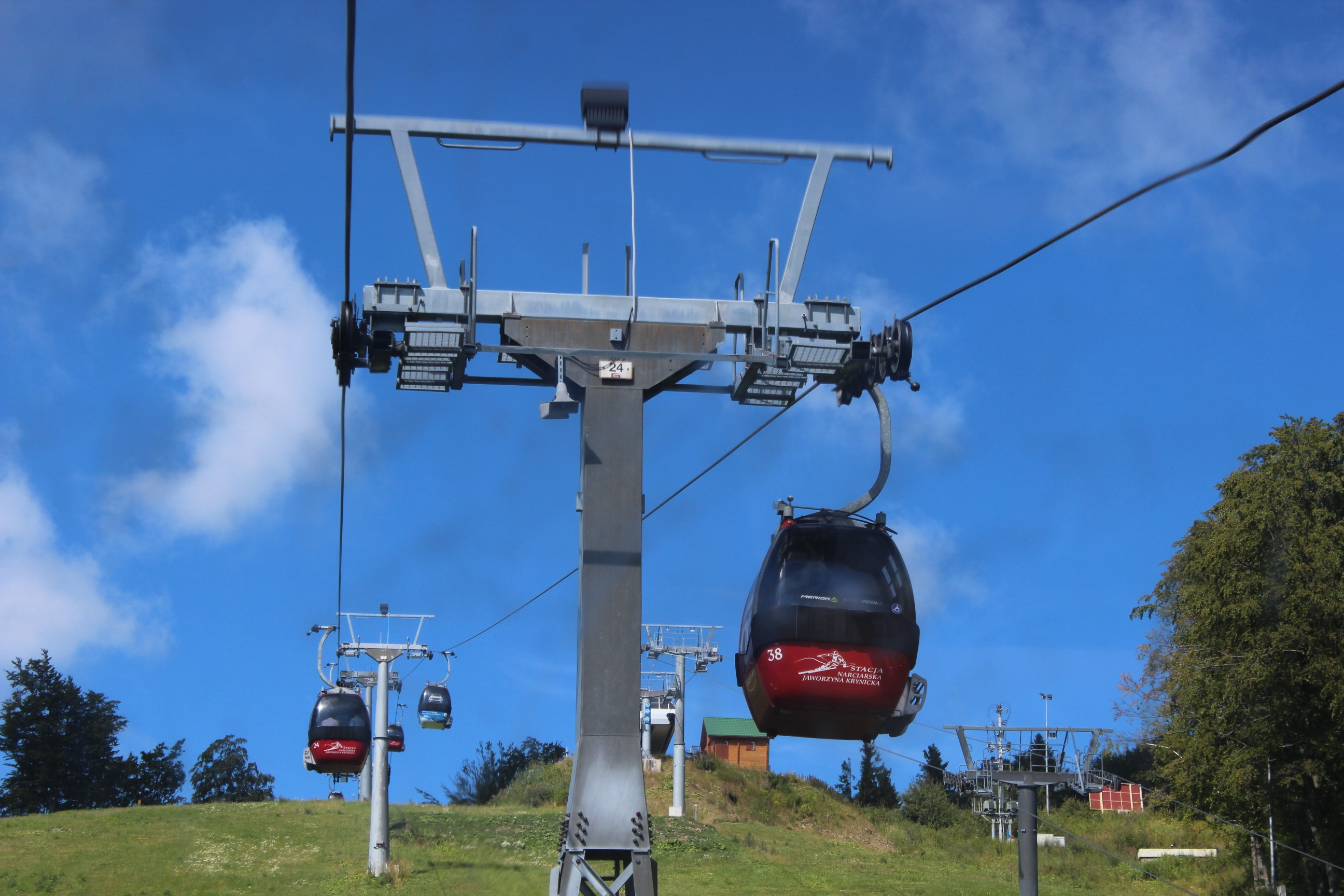
Kolej gondolowa na Jaworzynę
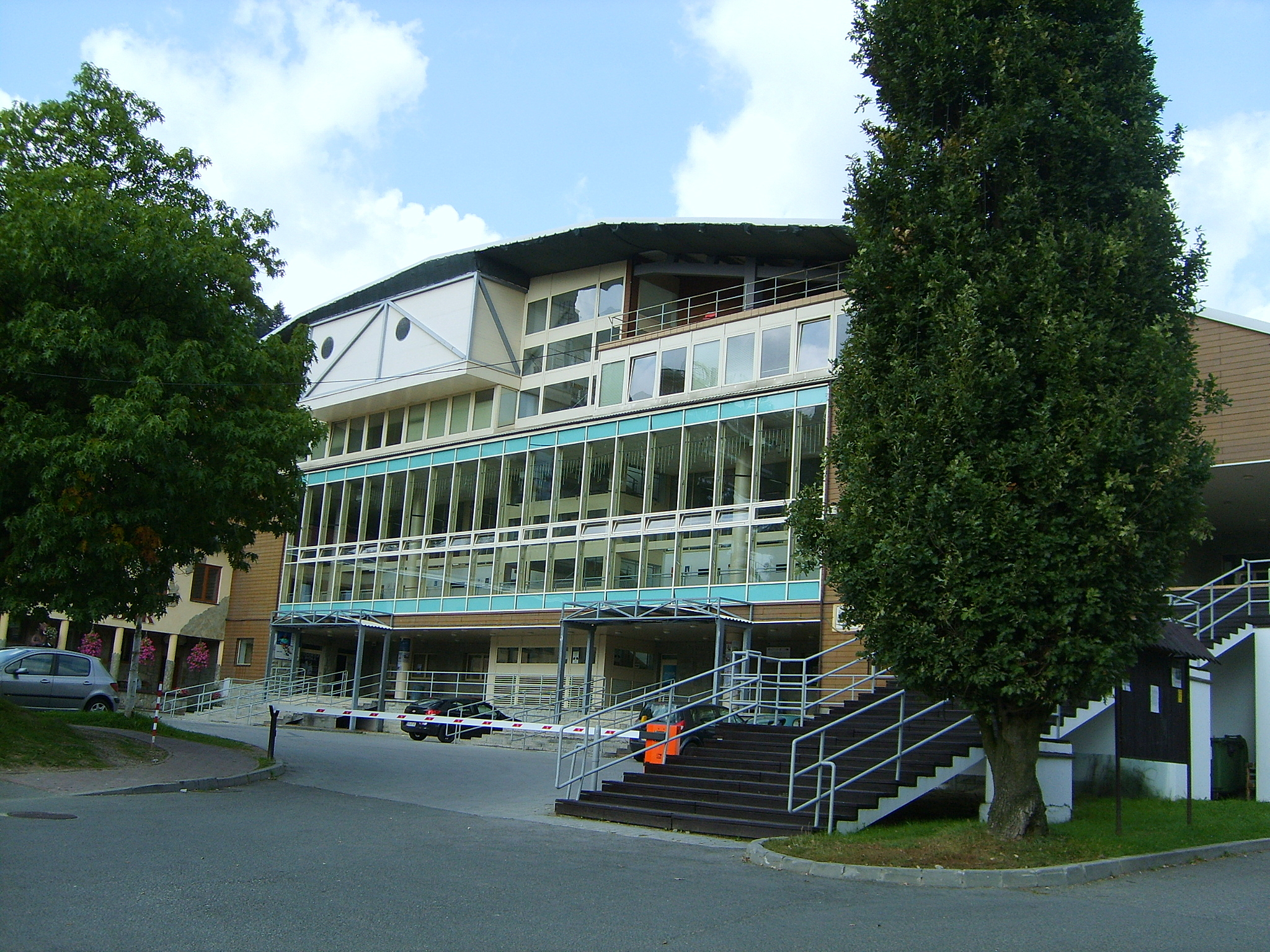
Hala sportowa

Krynica-Zdrój jest kolebką polskiego saneczkarstwa. Pierwsza sekcja saneczkarska powstała w 1909 r. przy Klubie Sportowym Makabi. Na wybudowanym w 1929 r., nieistniejącym już torze na Górze Parkowej (742 m n.p.m.) rozegrane zostały pierwsze Mistrzostwa Polski (1930 r.), Mistrzostwa Europy (1935 r.) oraz dwukrotnie (w 1958 i 1962 r.) Mistrzostwa Świata w saneczkarstwie. Ostatnią wielką imprezą były Mistrzostwa Europy Juniorów (1979 r.). W 2008 r. rozpoczęto budowę sztucznie mrożonego toru saneczkowo-bobslejowo-skeletonowego. Całkowita planowana długość toru to 1709 m, a długość od startu do mety będzie wynosić 1613 m. Będzie to trzeci pod względem długości tor na świecie po torach w Nagano i St. Moritz. Maksymalną prędkość, jaką rozwiną na nim zawodnicy, szacuje się na 135 km/h. Strefa hamowania to 300 m. Tor będzie spełniał wszystkie wymogi dotyczące organizacji imprez międzynarodowych. Działania przeciwników budowy toru spowodowały wstrzymanie prac.
Jeszcze po II wojnie światowej w Krynicy istniały dwie skocznie narciarskie. Uprawia się tutaj również kolarstwo górskie, curling, boks (mistrzem świata federacji IBC jest Paweł Kołodziej), kick-boxing, karate, taekwondo, snowboard, narciarstwo alpejskie, short-track, saneczkarstwo, piłkę nożną. Organizowane są turnieje szachowe. W 2001 r. w Krynicy rozegrano kilka konkurencji Uniwersjady w m. W Krynicy-Zdroju swoją siedzibę ma jedna z siedmiu regionalnych grup ratownictwa górskiego – Grupa Krynicka GOPR.

### Szlaki turystyczne
- Hala Łabowska – Runek (1082 m n.p.m.) – Jaworzyna (1114 m n.p.m.) – Krynica – Huzary (864 m n.p.m.) – Mochnaczka Niżna – Hańczowa (Główny Szlak Beskidzki)
- Muszyna – Złockie – Jaworzyna (1114 m n.p.m.) – Krynica – Huzary (864 m n.p.m.) – Mochnaczka Niżna – Lackowa – Wysowa-Zdrój
- Żegiestów-Zdrój – Pusta Wielka (1061 m n.p.m.) – Runek (1082 m n.p.m.) – Przełęcz Krzyżowa – Krynica – Góra Parkowa (741 m n.p.m.) – Powroźnik – Leluchów
- Krynica – G. Krzyżowa (813 m n.p.m.) – Jaworzynka (899 m n.p.m.) – Huzary (864 m n.p.m.) – Góra Parkowa (741 m n.p.m.) – Krynica
- Kopiec Pułaskiego (Krynica) – Huzary (864 m n.p.m.) – Tylicz

## Miasta partnerskie
Miasta partnerskie:
- Amersham, Wielka Brytania (od 14 kwietnia 2002 r.)
- Bardejów, Słowacja (od 10 listopada 1999 r.)
- Bad Sooden-Allendorf, Niemcy (od 21 maja 2010 r.)
- Chmielnik, Ukraina (od 22 listopada 2012 r.)